# Galambgombafajok listája

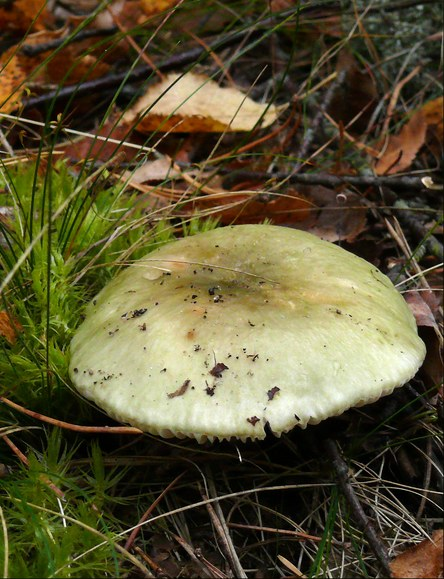
Russula aeruginea

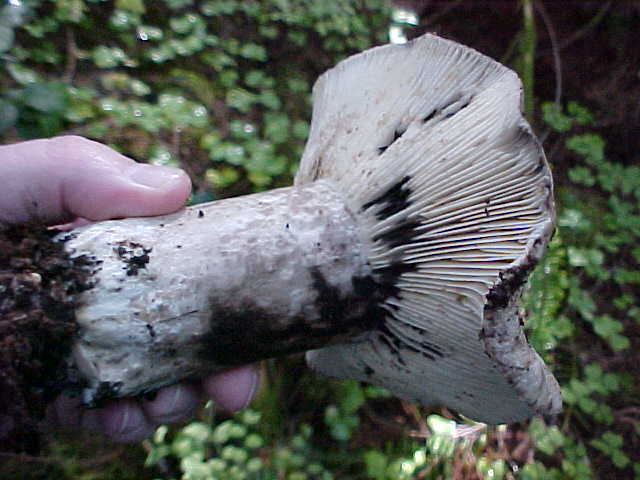
Russula albonigra

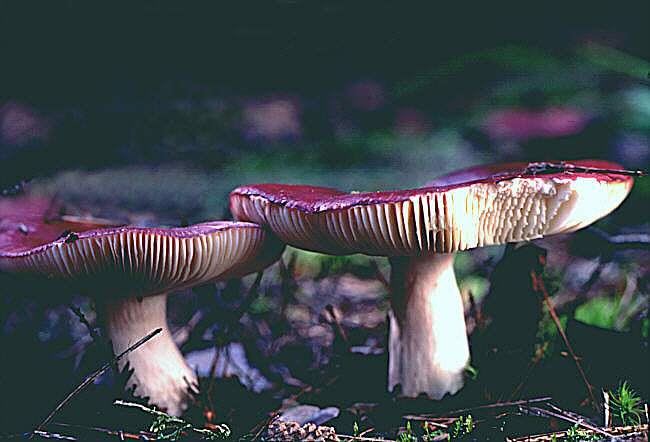
Russula amethystina

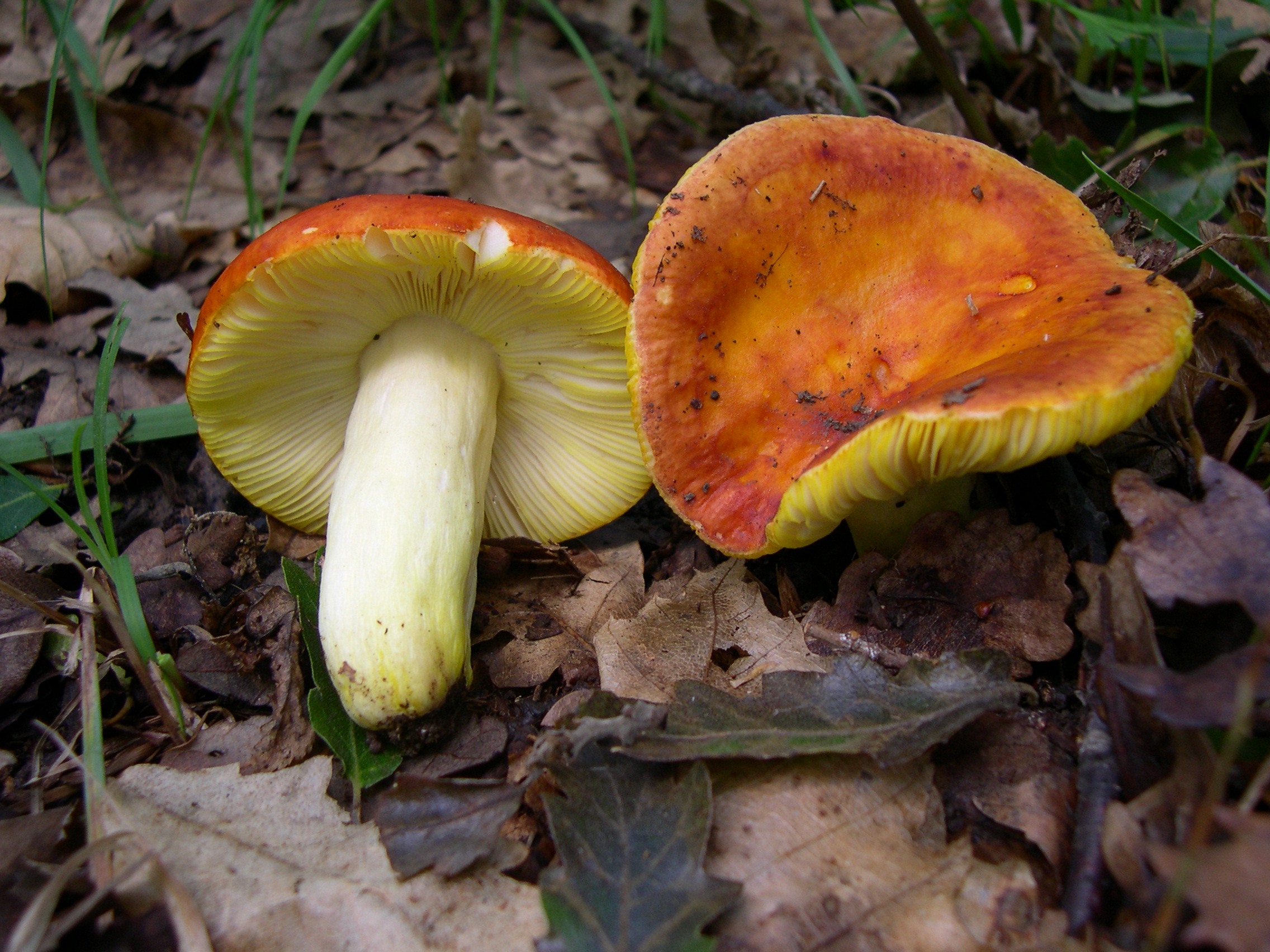
Russula aurea

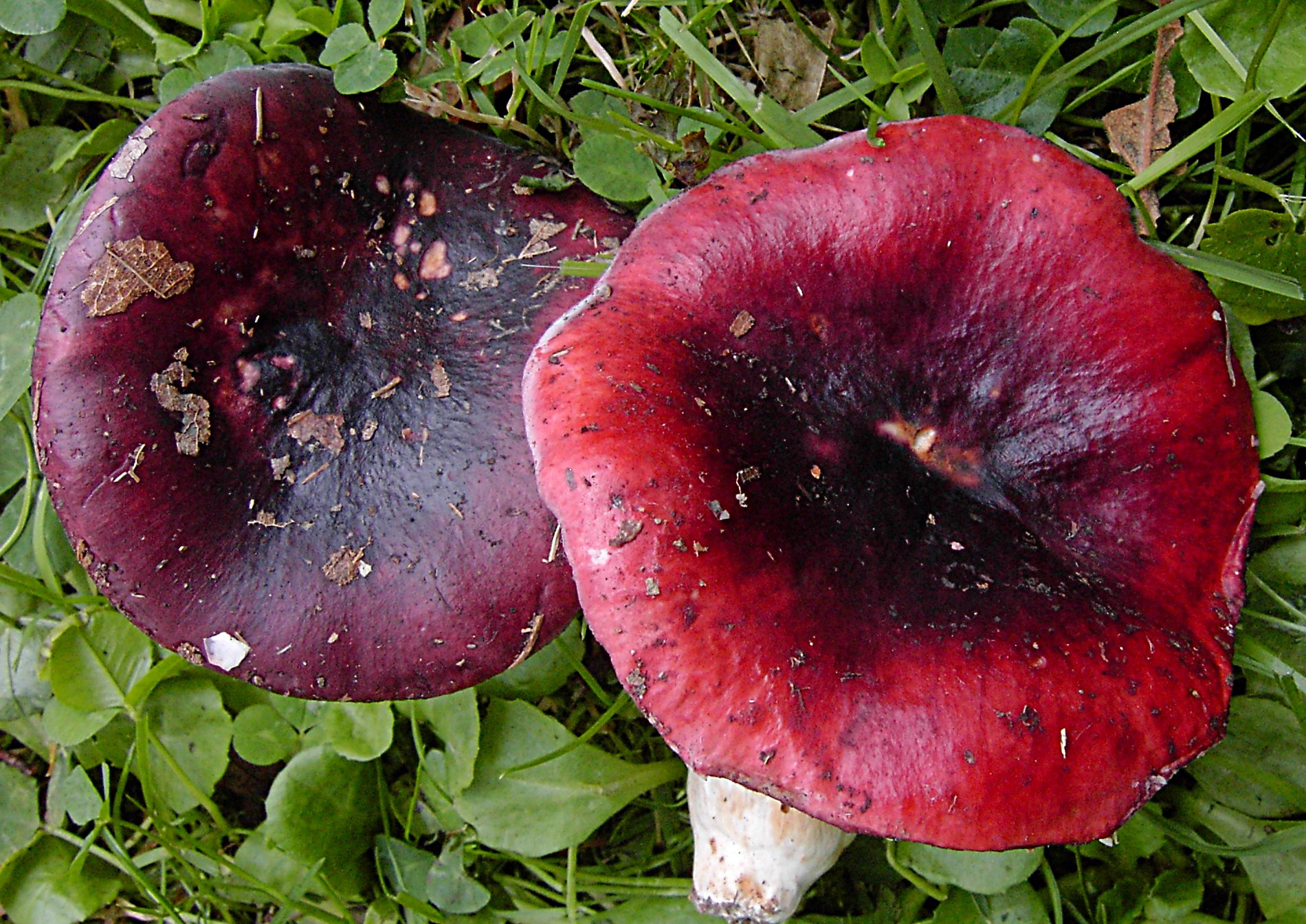
Russula atropurpurea

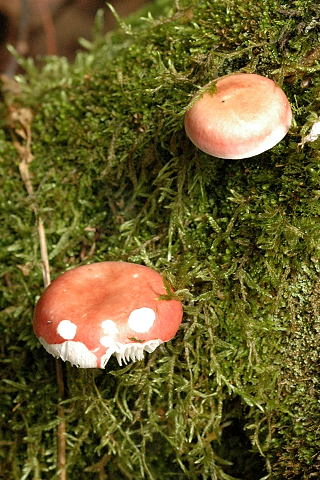
Russula atrorubens

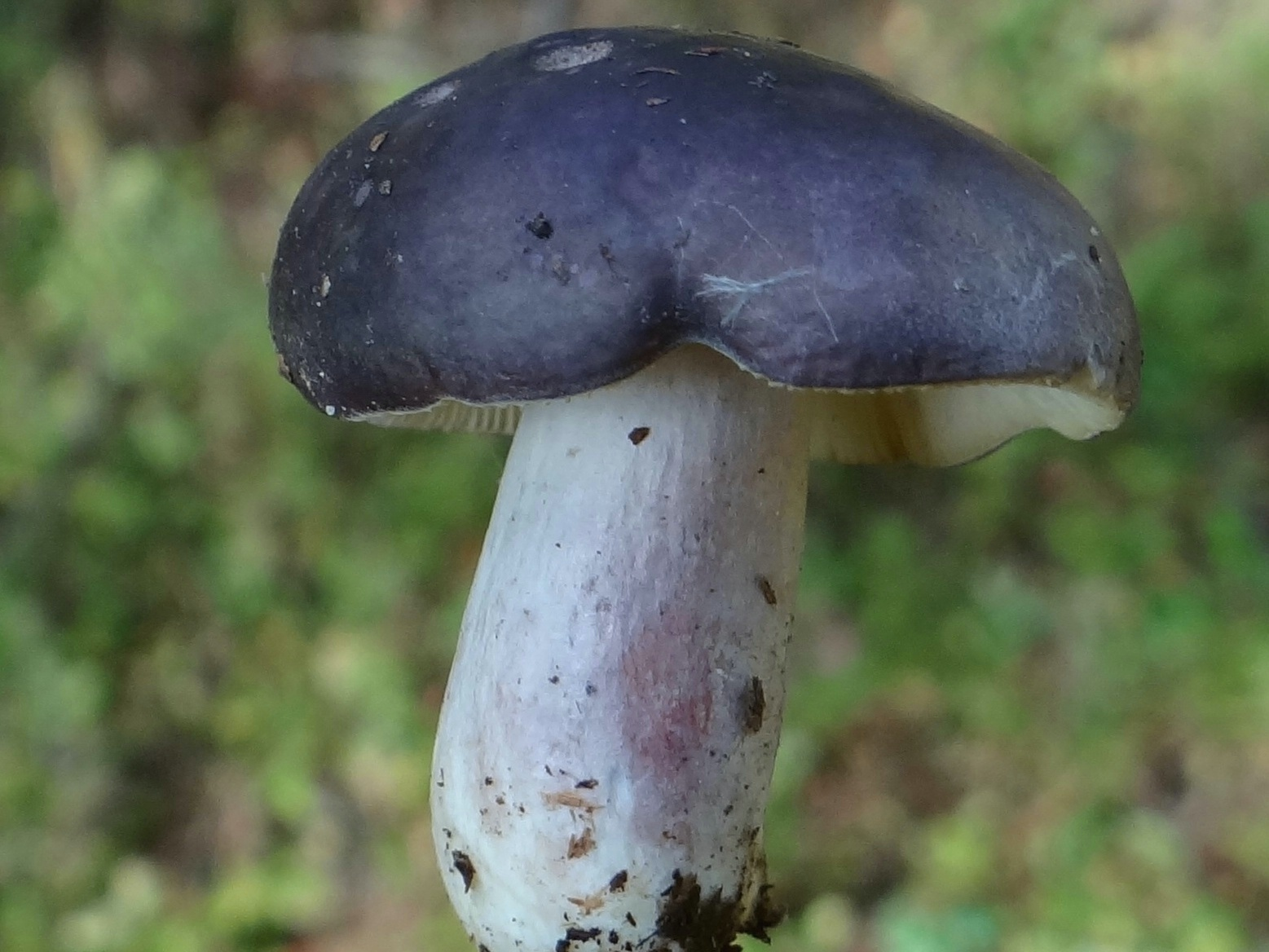
Russula azurea

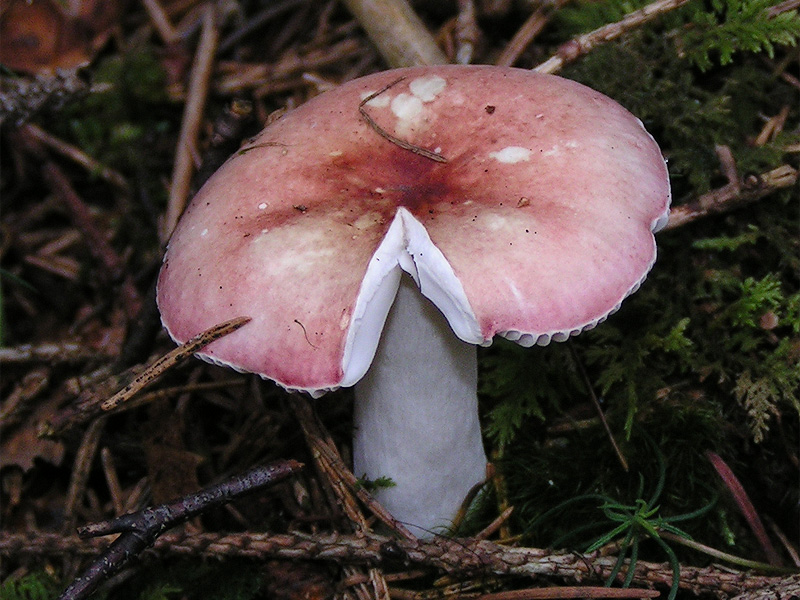
Russula betularum

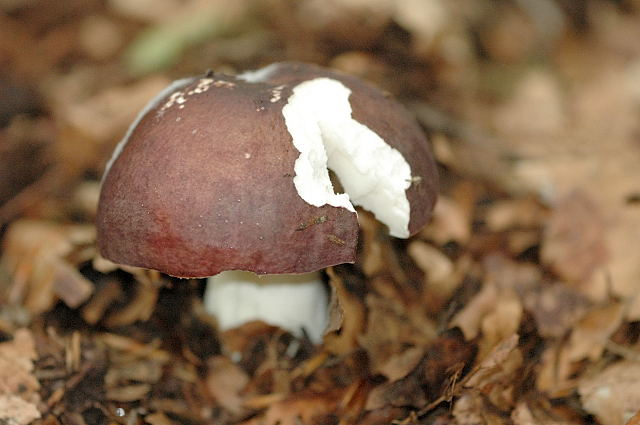
Russula brunneoviolacea

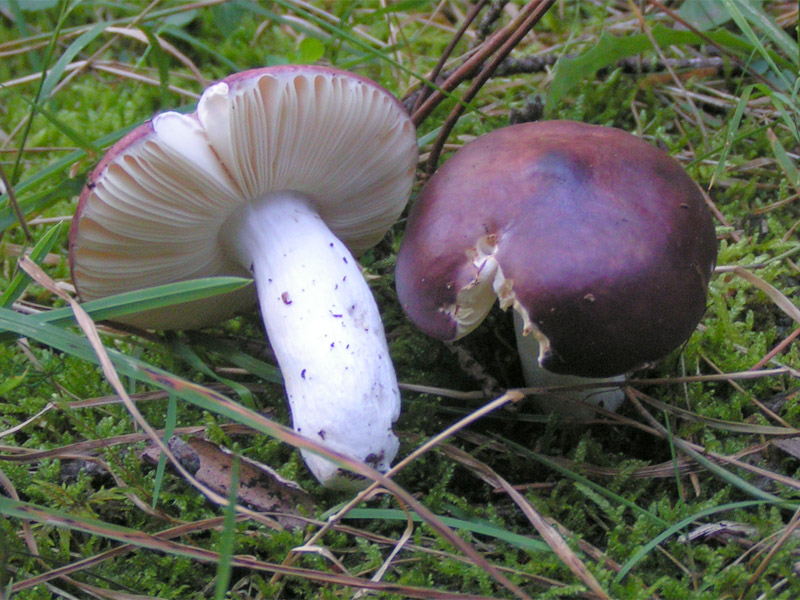
Russula caerulea

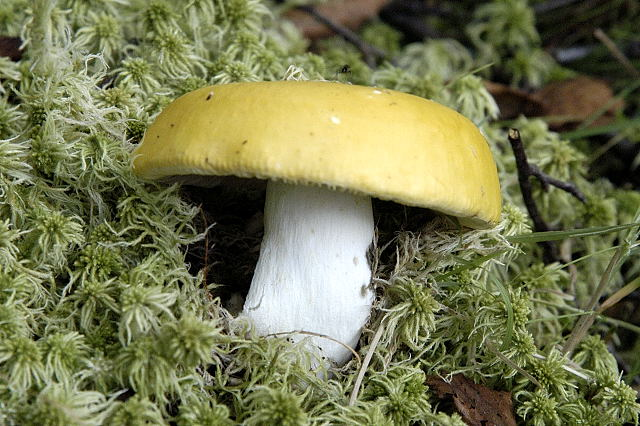
Russula claroflava

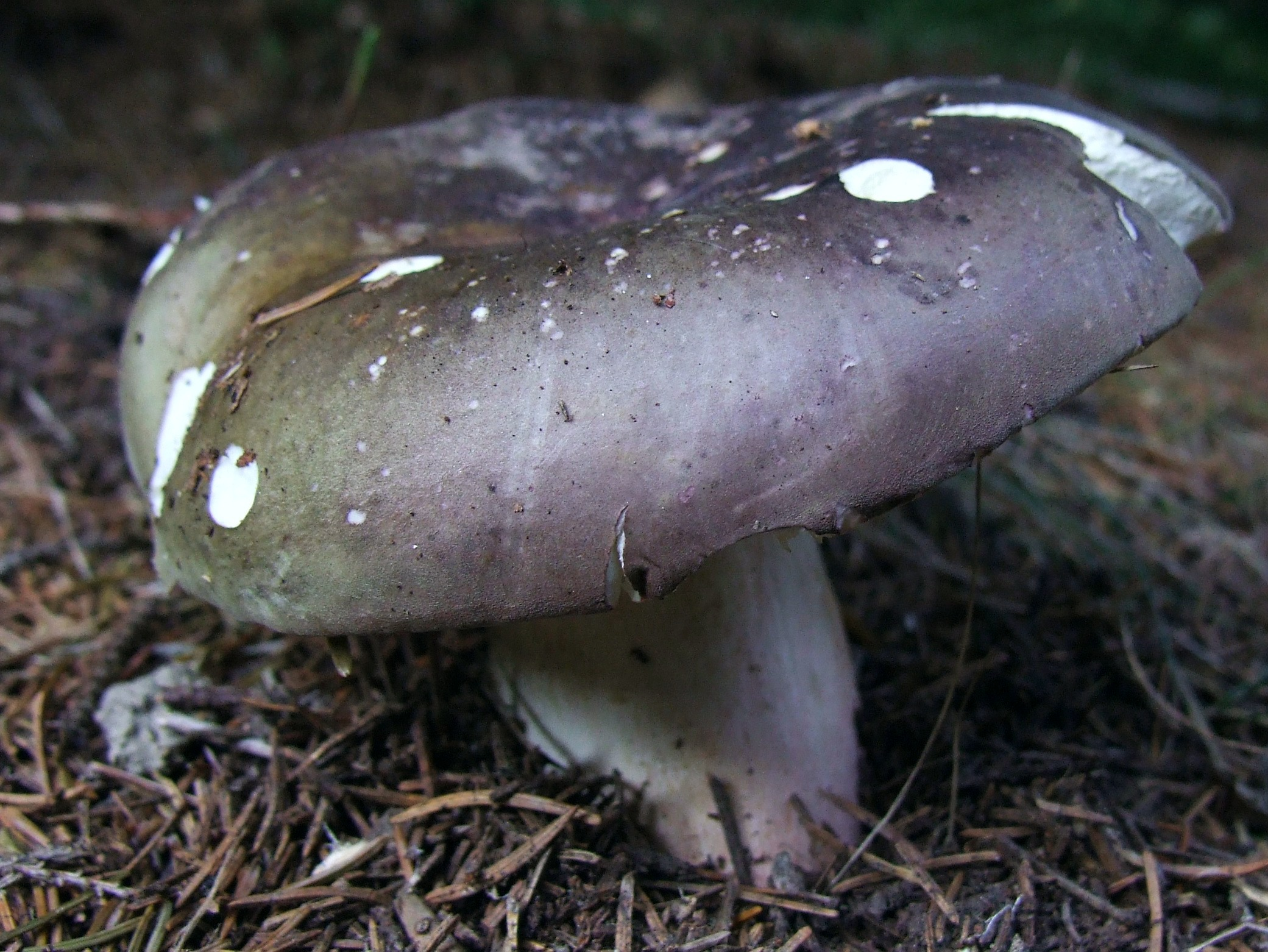
Russula cyanoxantha

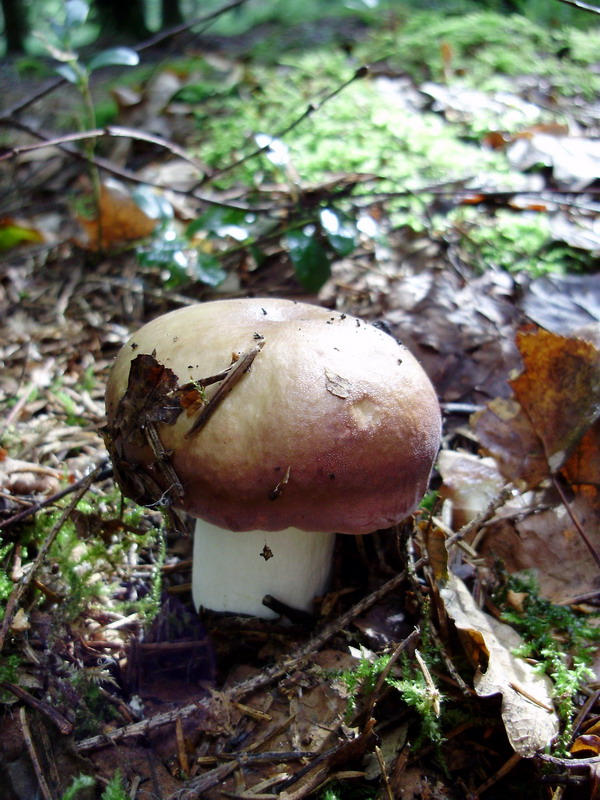
Russula decolorans

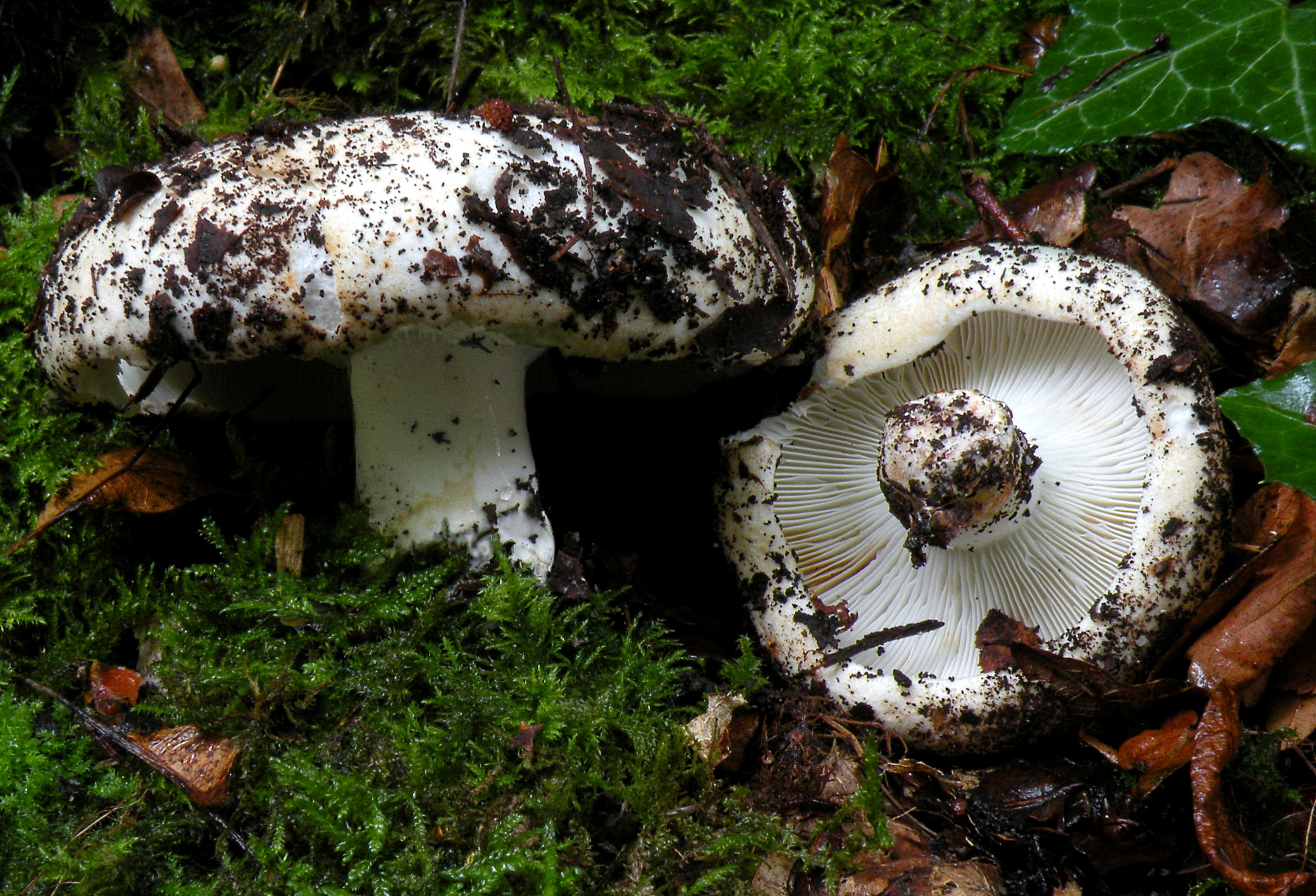
Russula delica

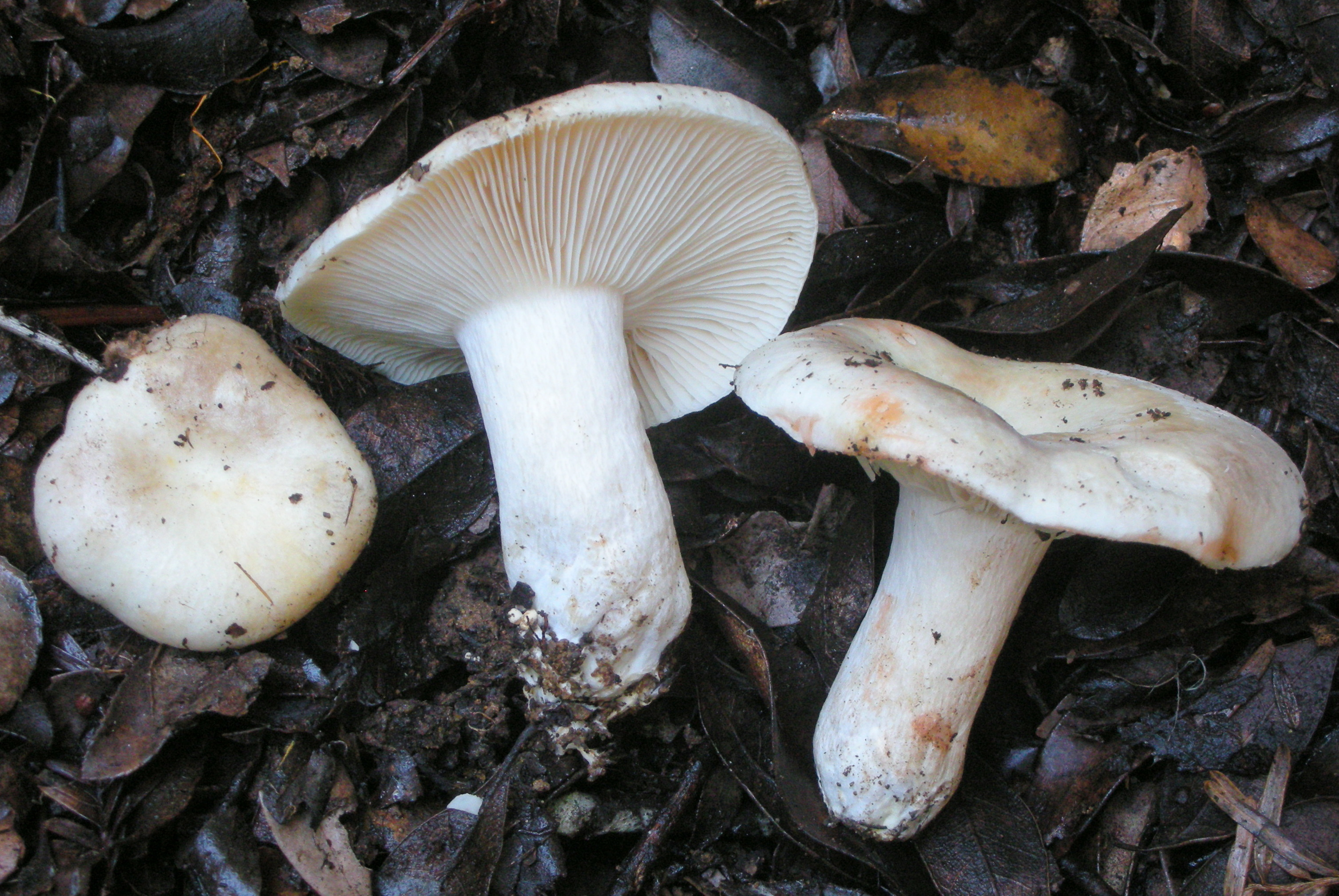
Russula densifolia

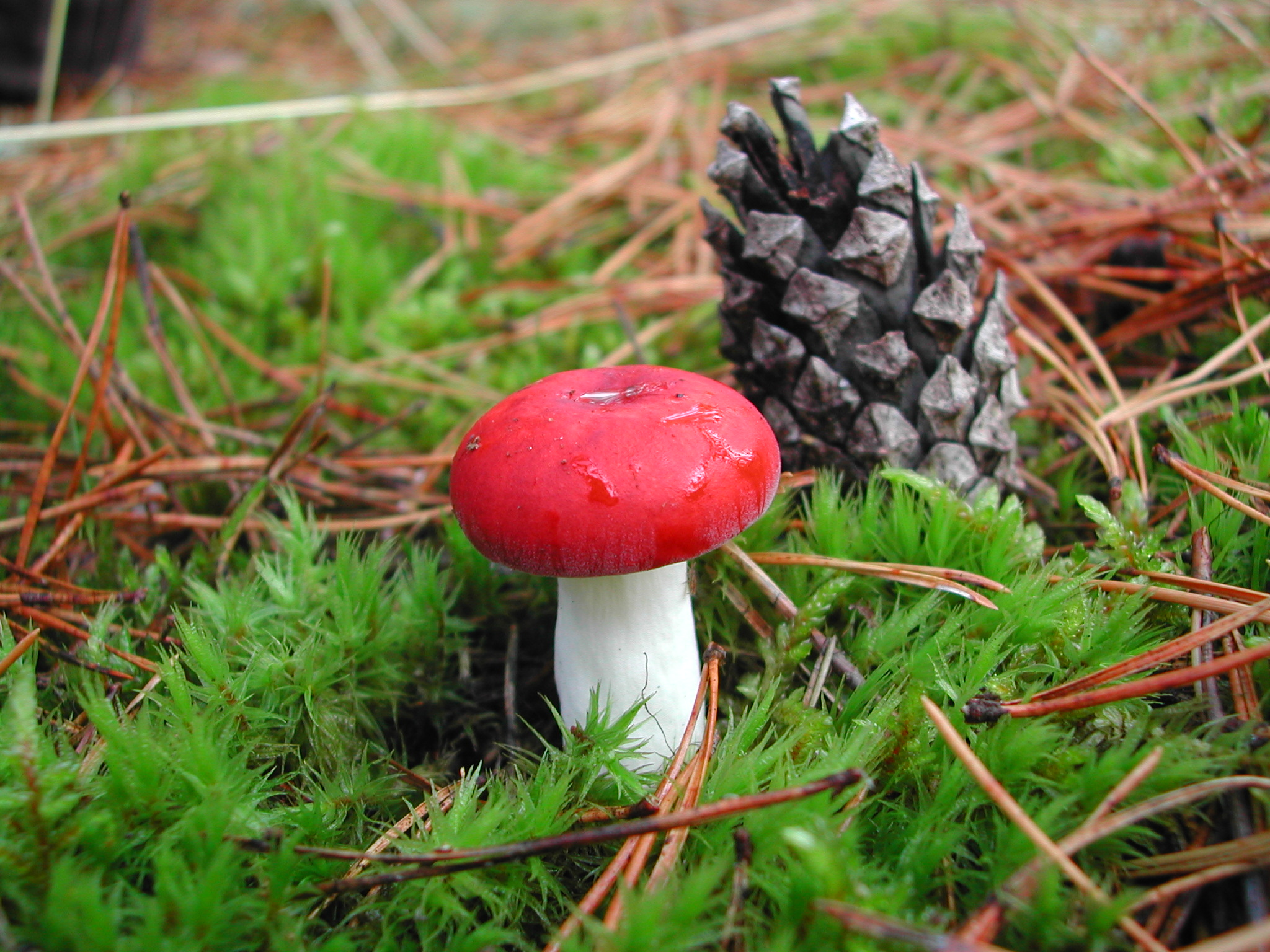
Russula emetica

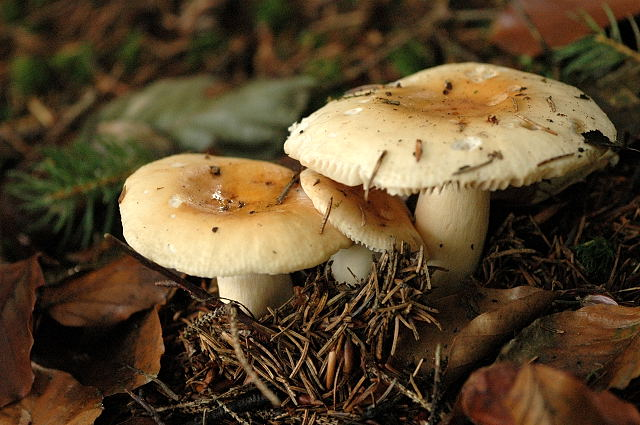
Russula fellea

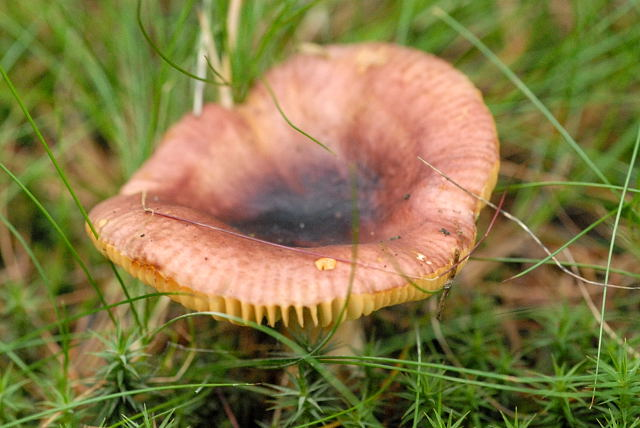
Russula firmula

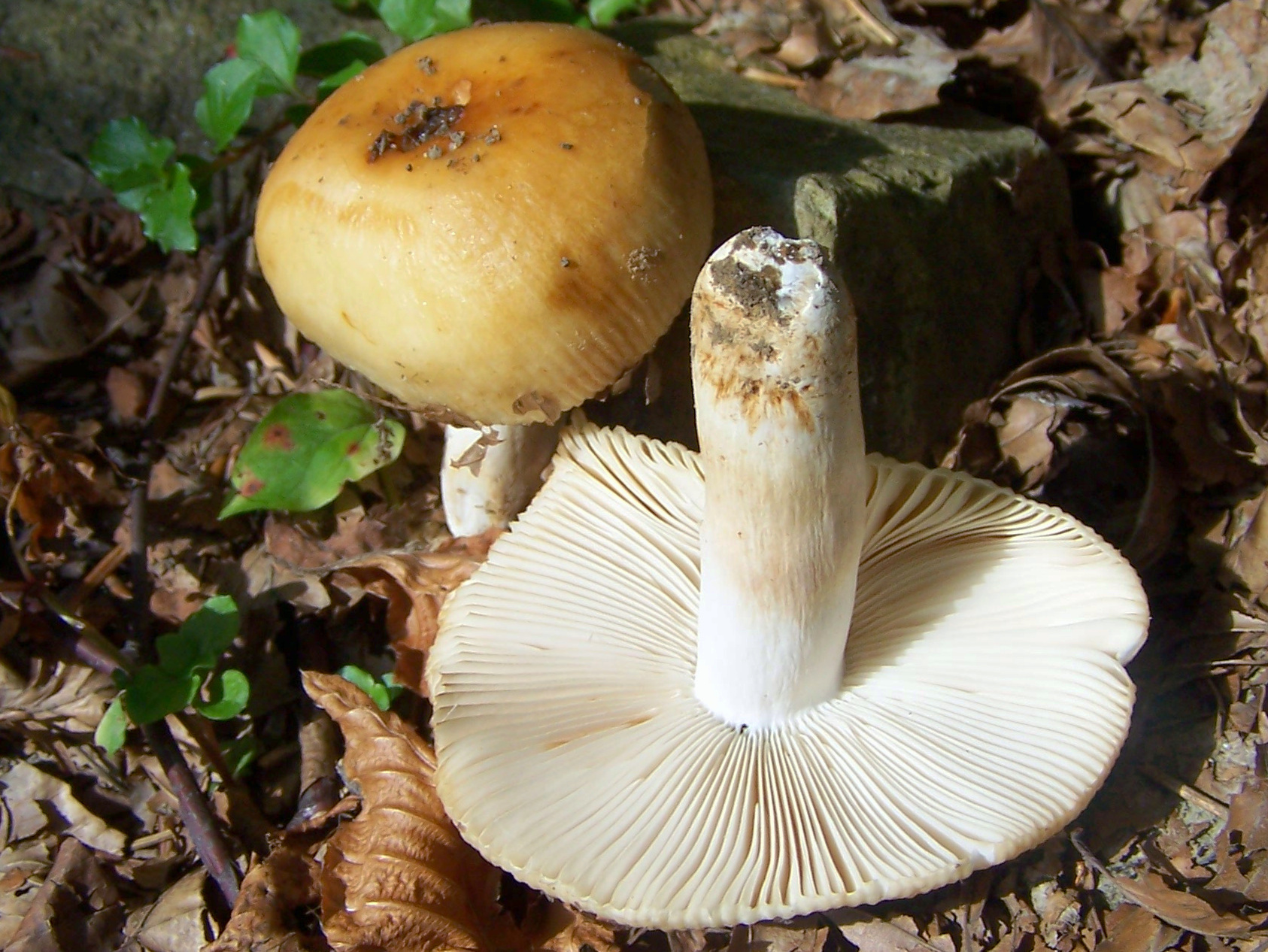
Russula foetens

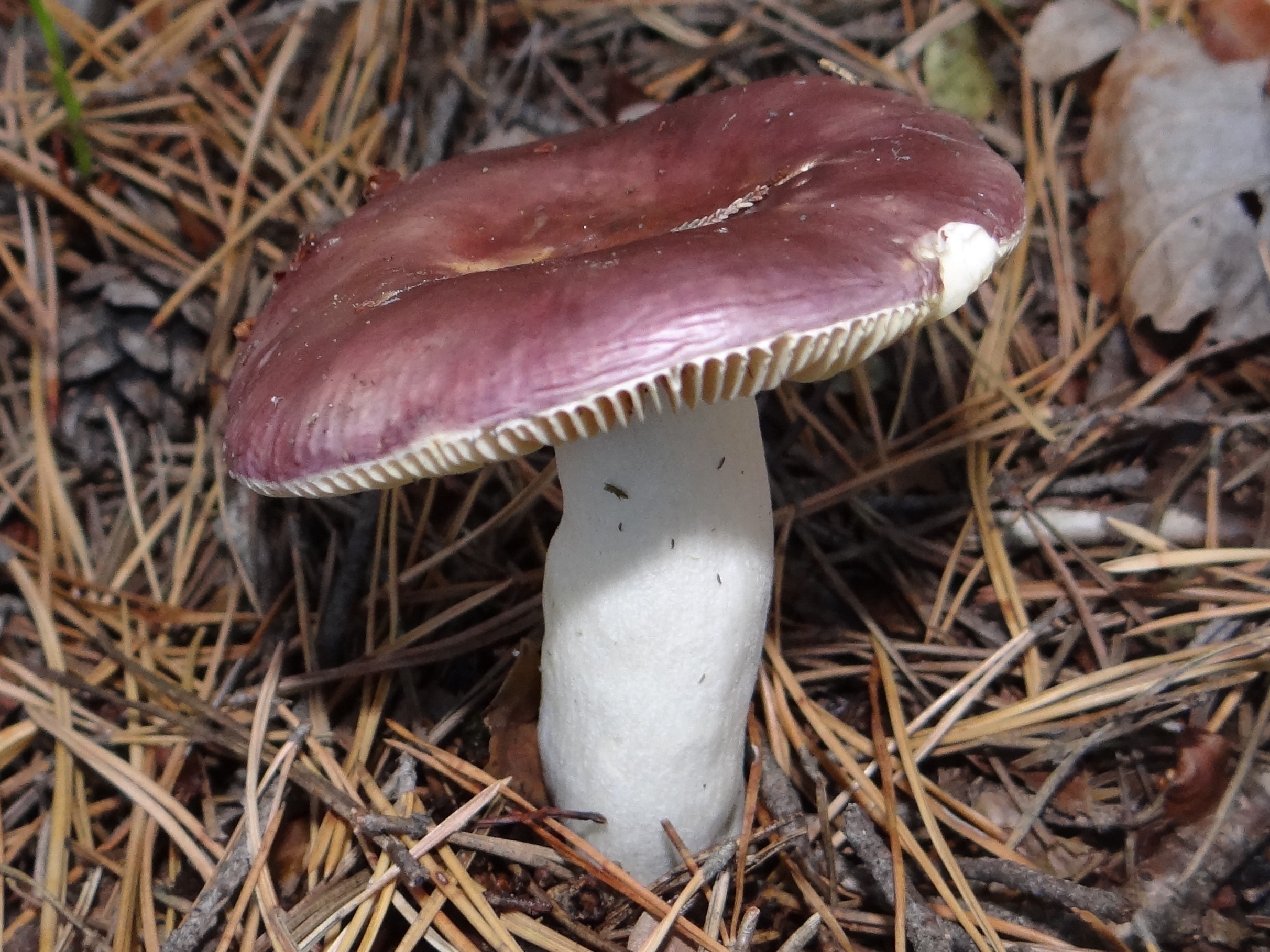
Russula fragilis

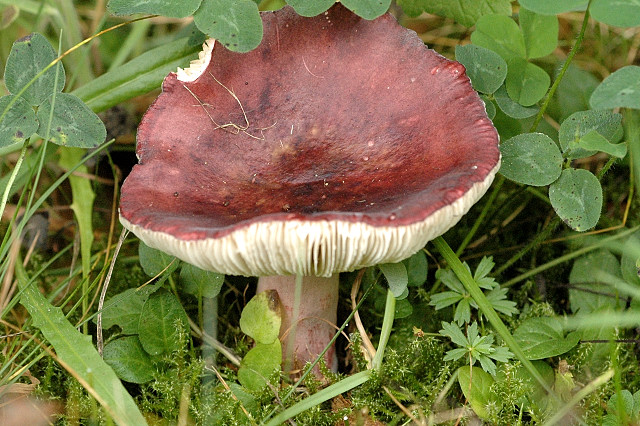
Russula fuscorubroides

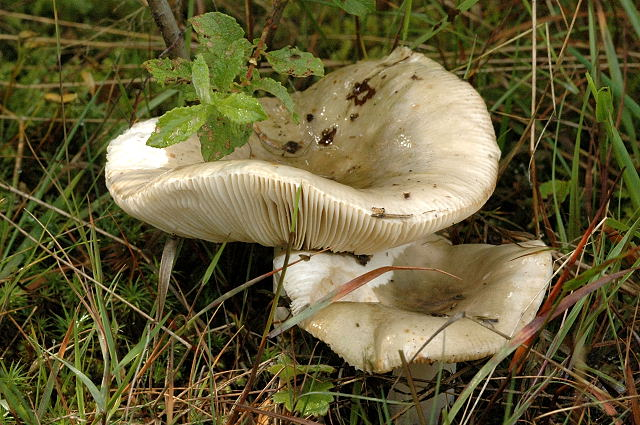
Russula grisea

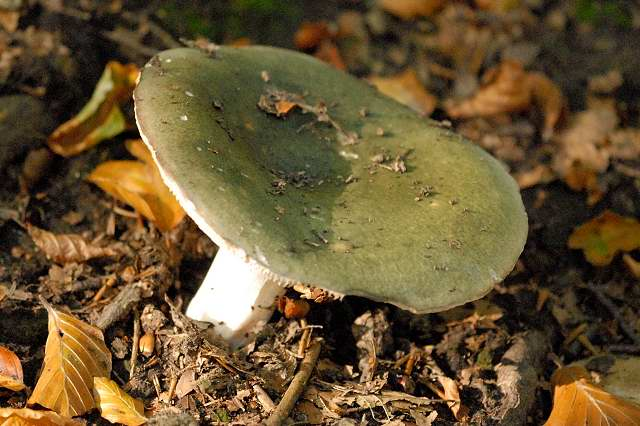
Russula heterophylla

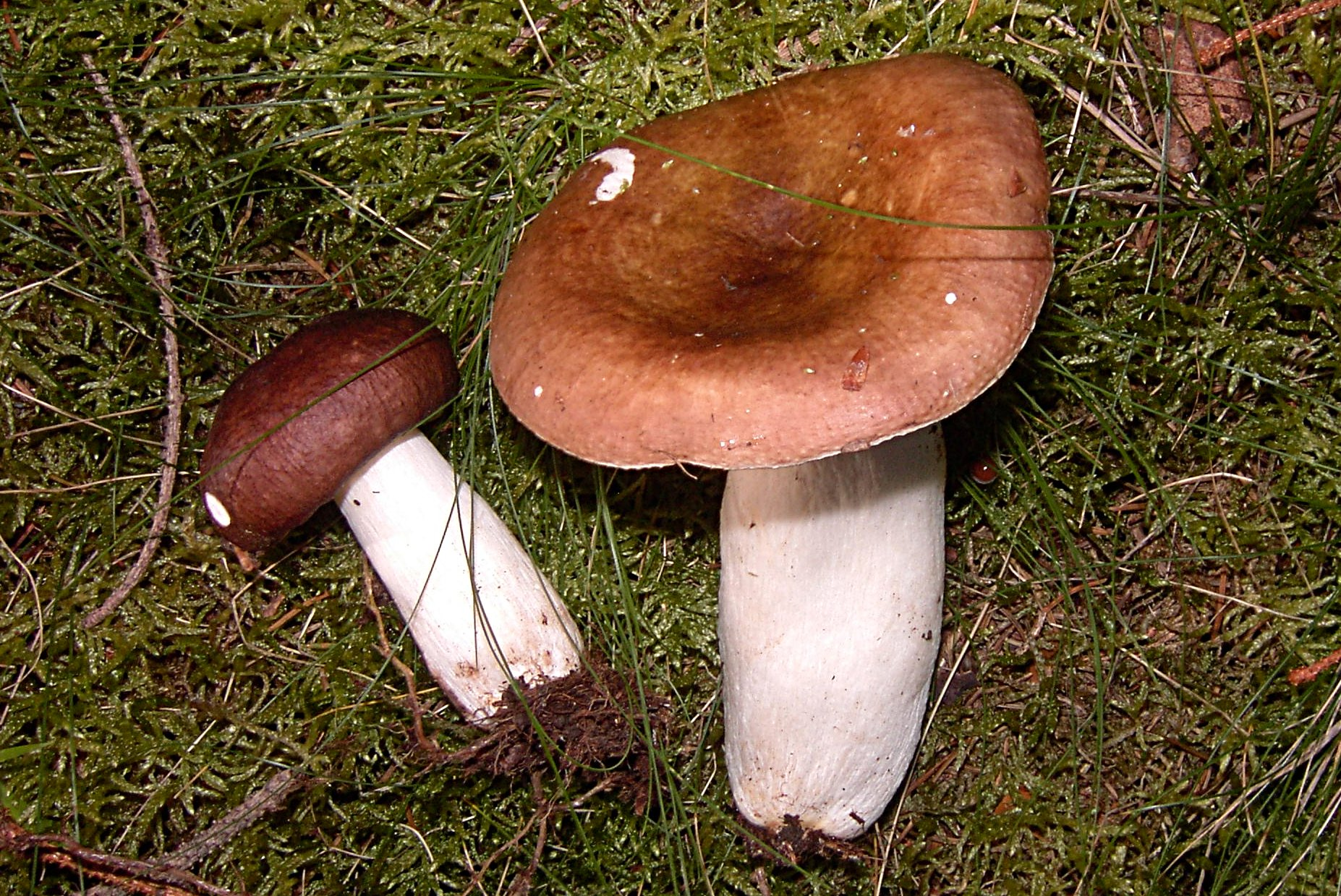
Russula hintegra

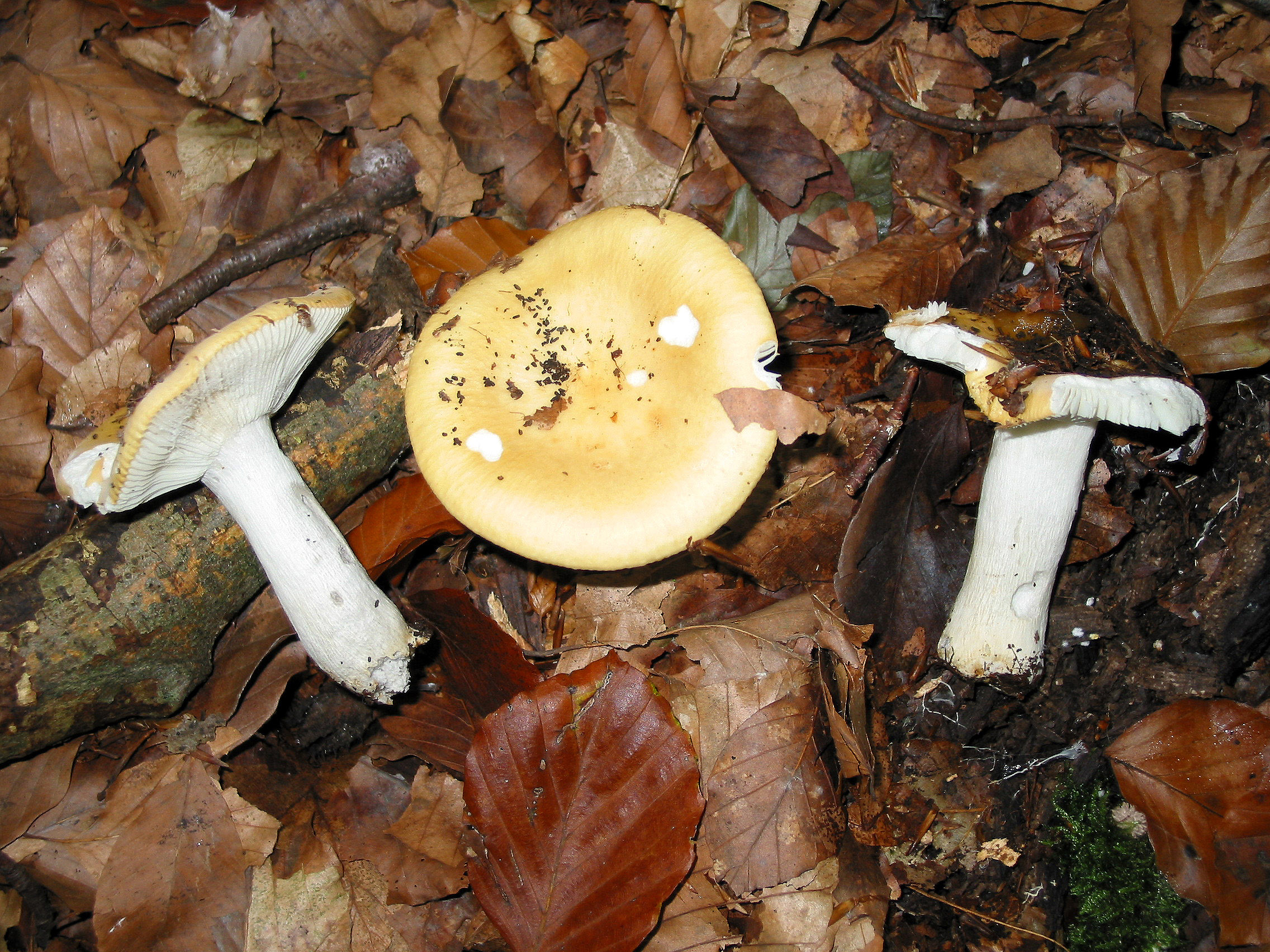
Russula lutea

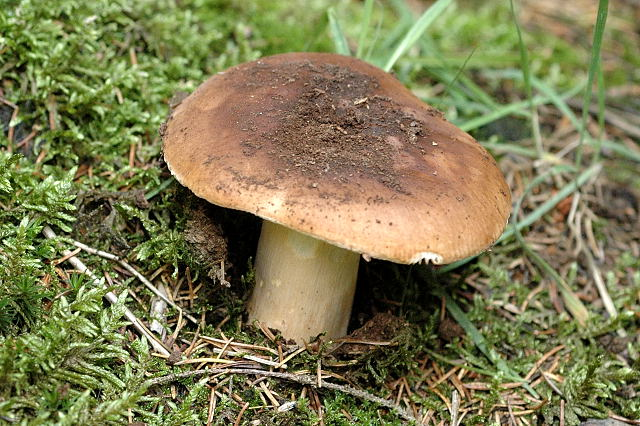
Russula mustelina

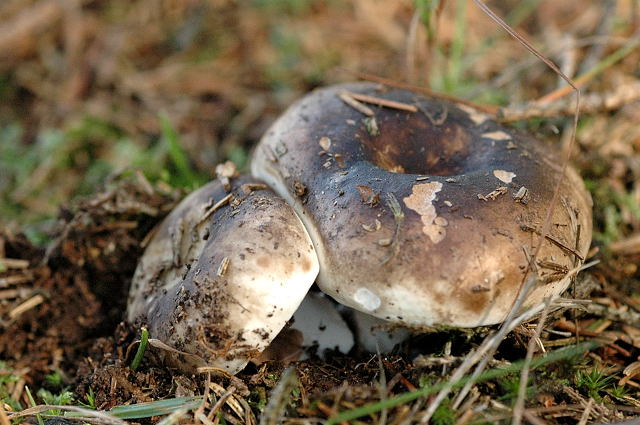
Russula nigricans

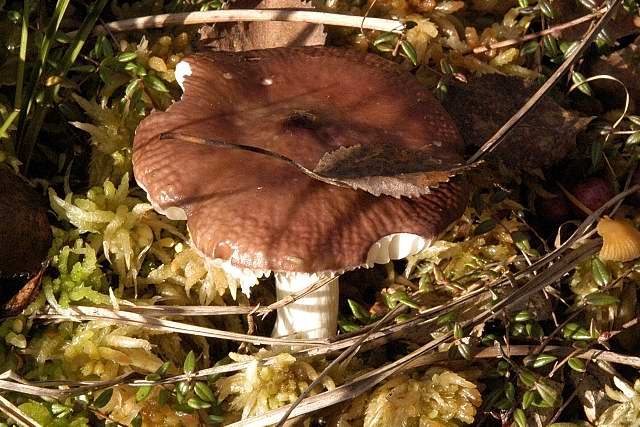
Russula nitida

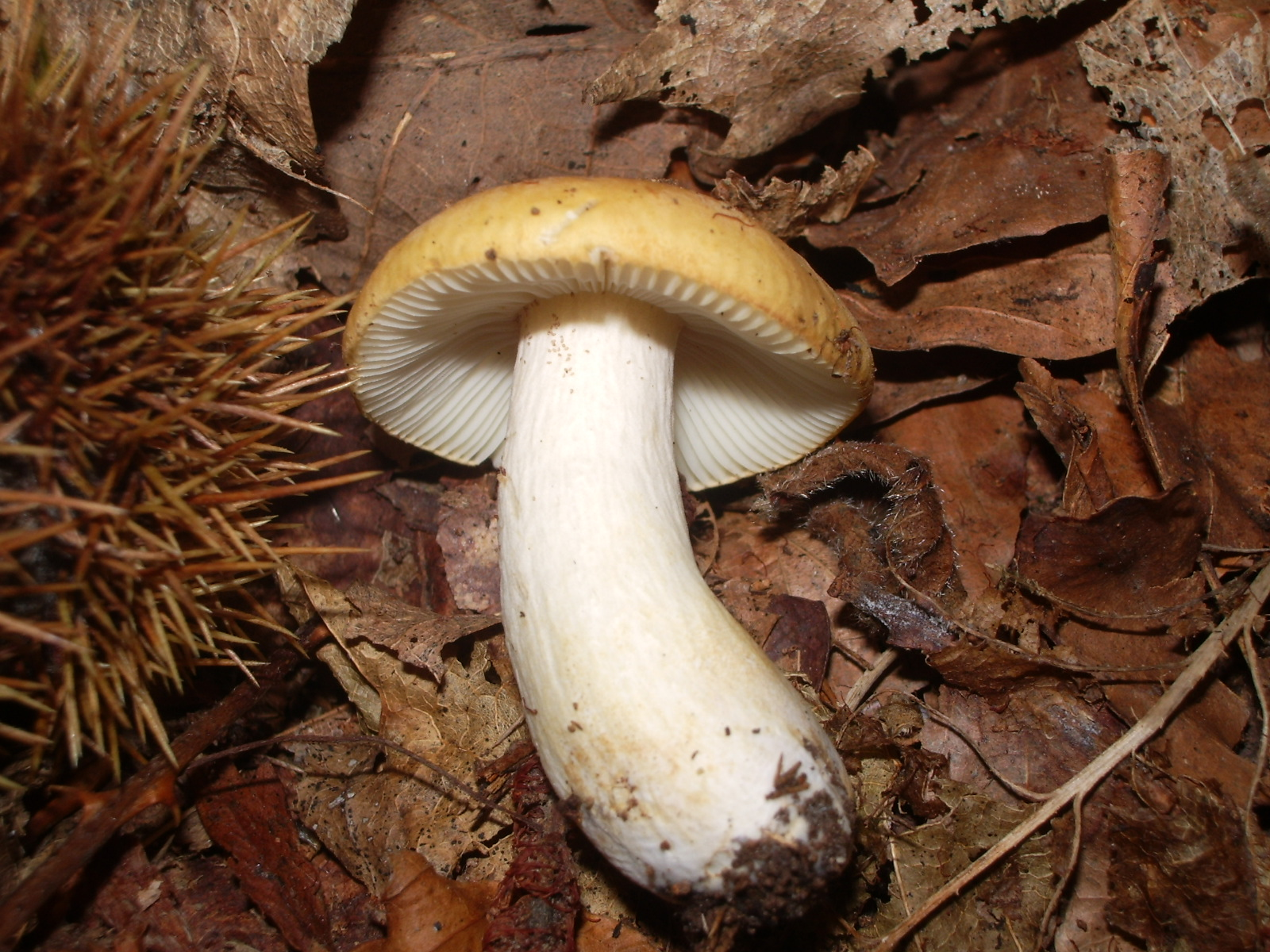
Russula ochroleuca

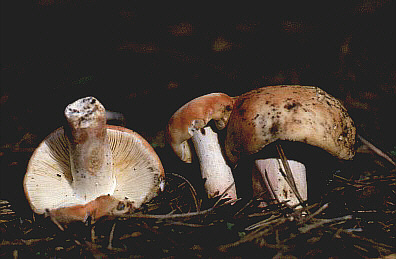
Russula paludosa

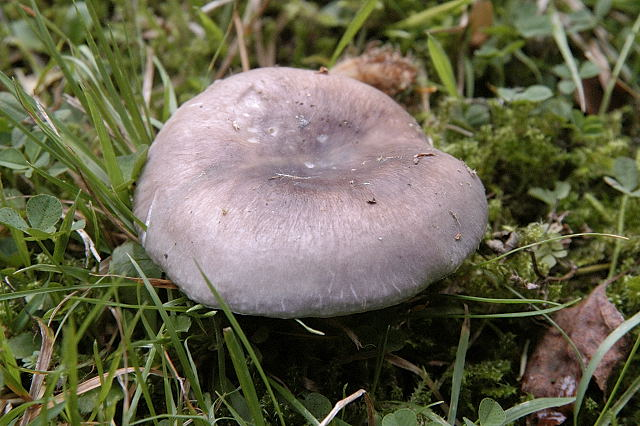
Russula parazurea

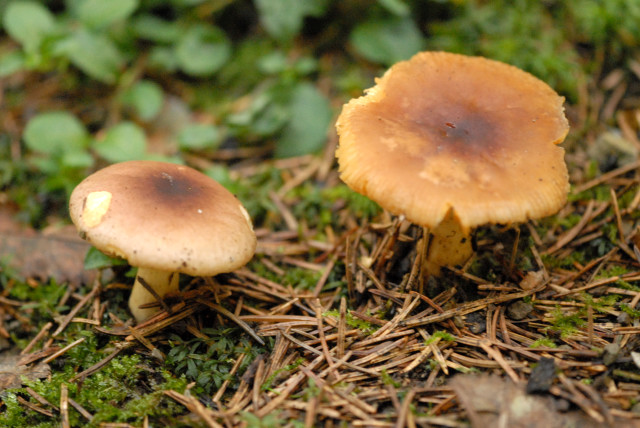
Russula puellaris

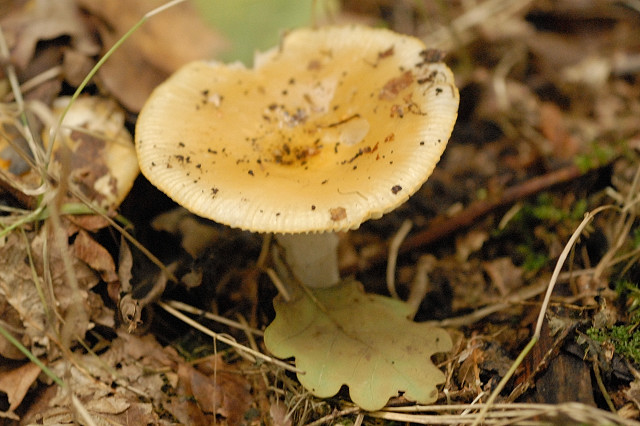
Russula raoultii

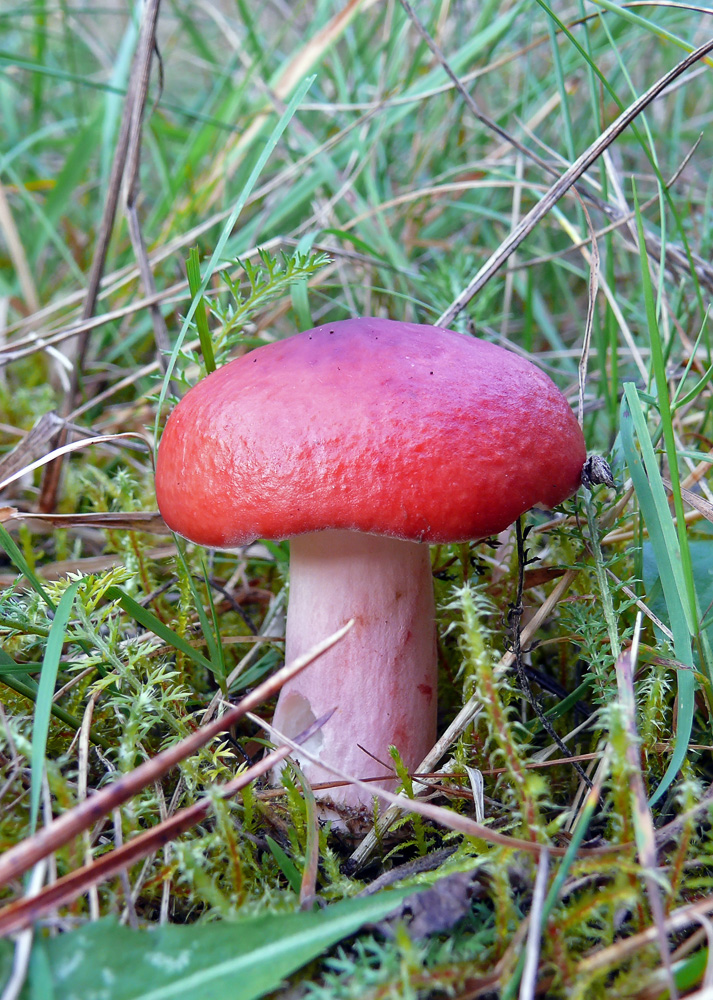
Russula rhodopoda

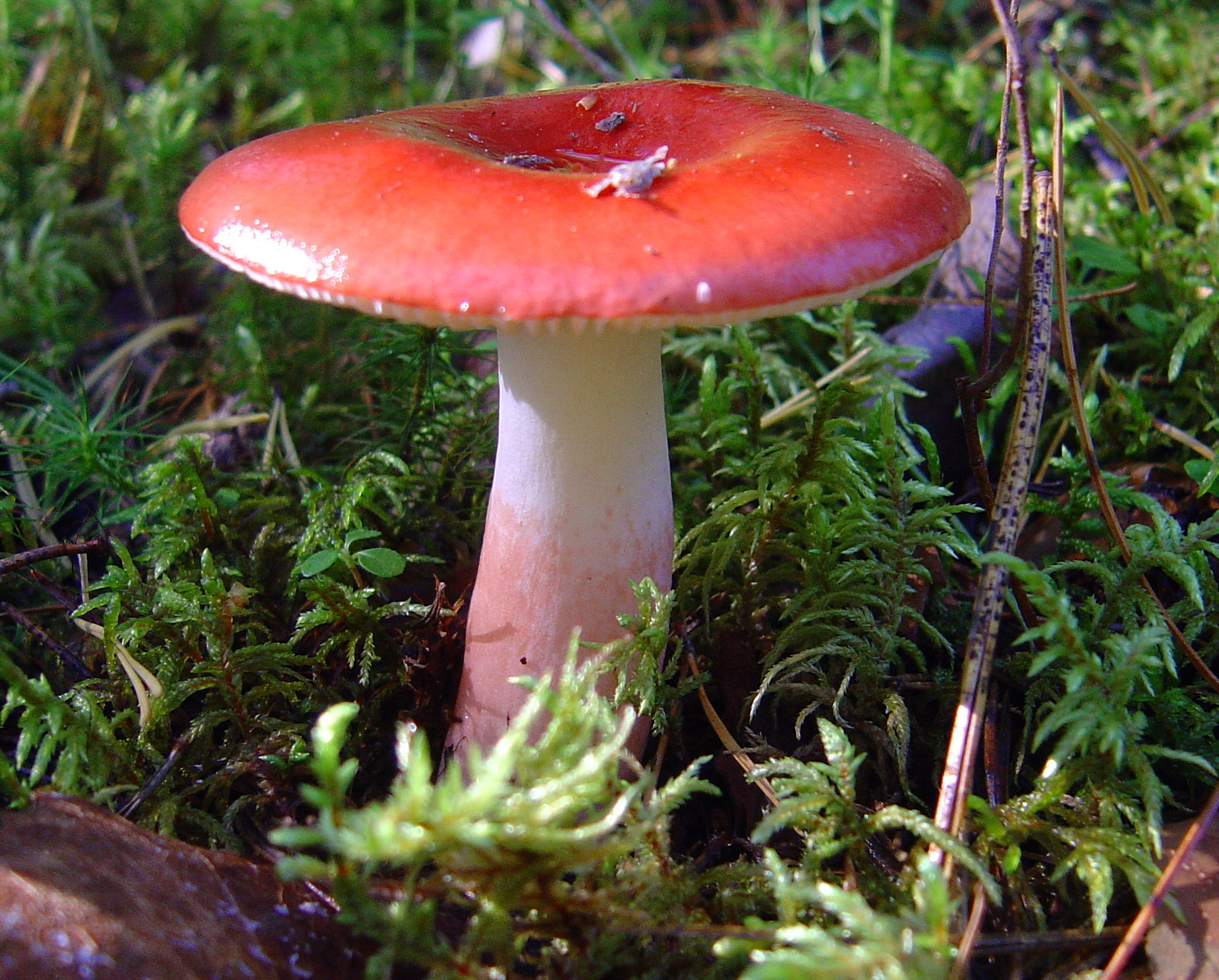
Russula rhodopus

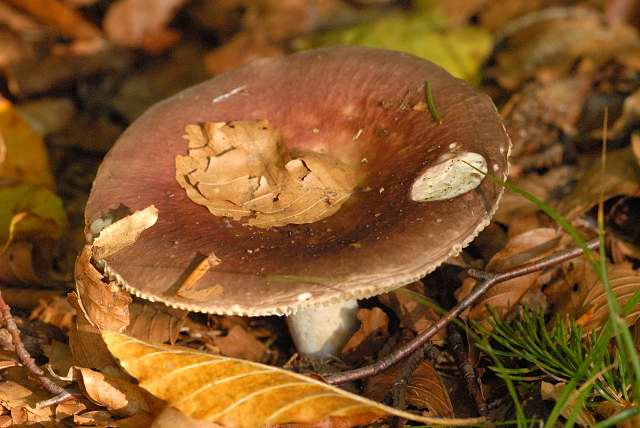
Russula romellii

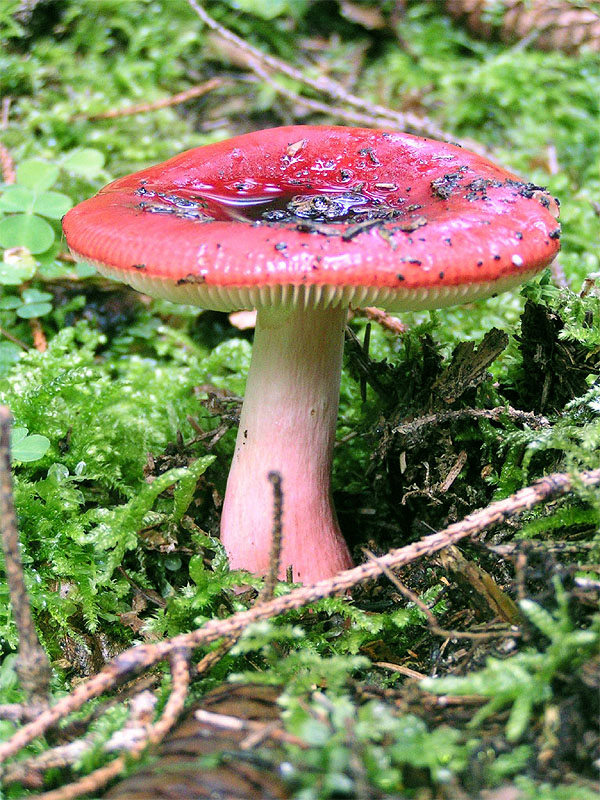
Russula sanguinea

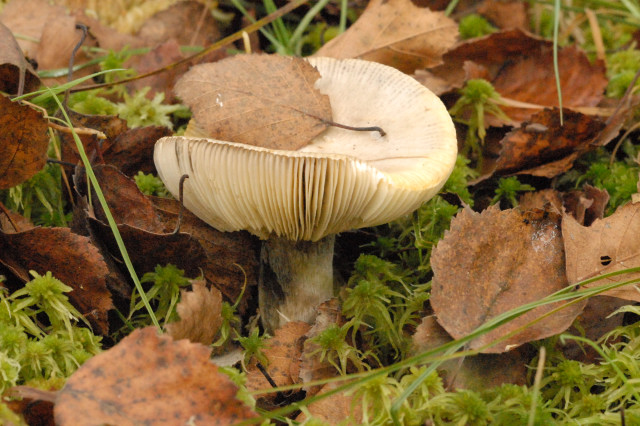
Russula sphagnophila

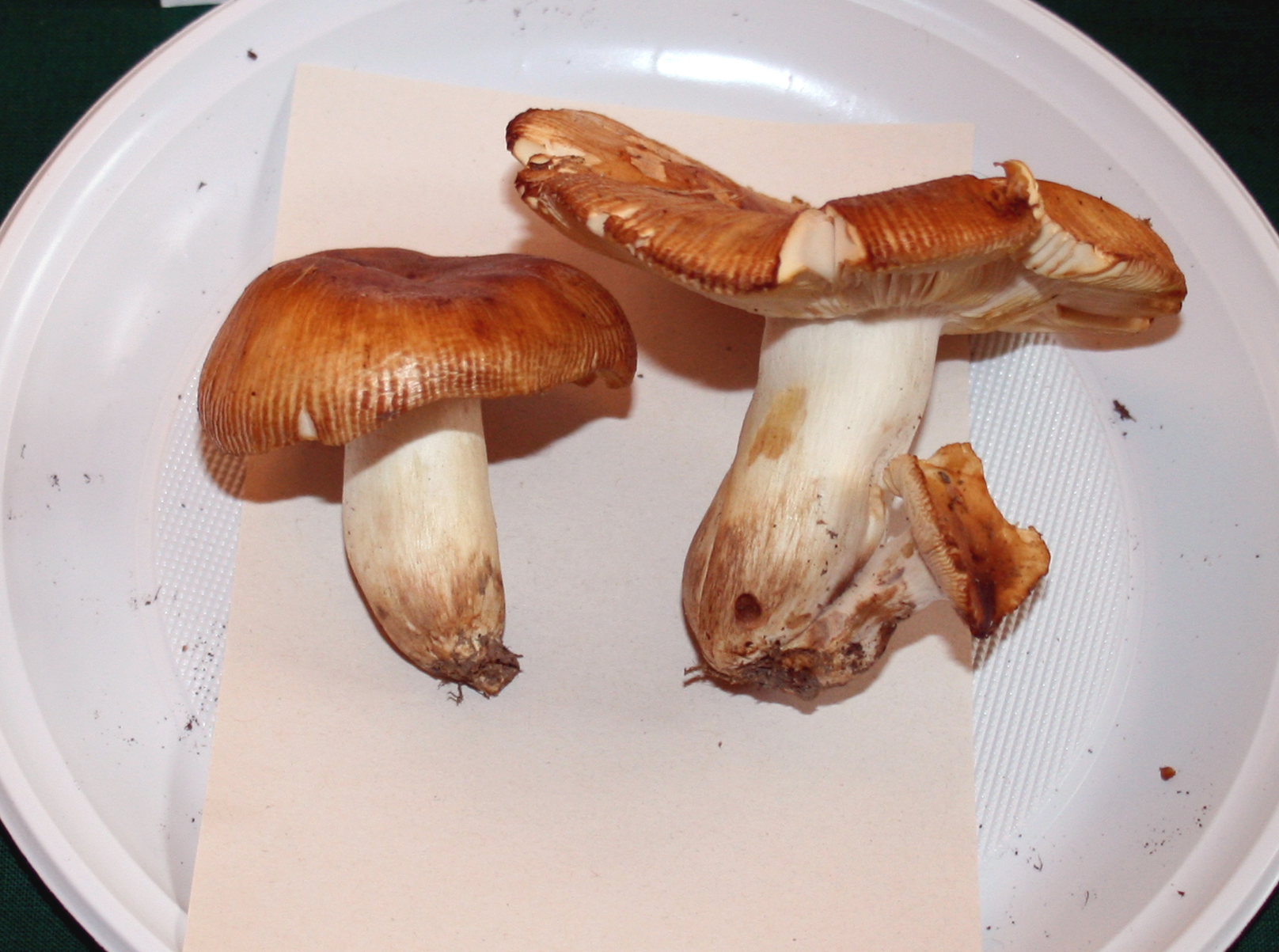
Russula subfoetens

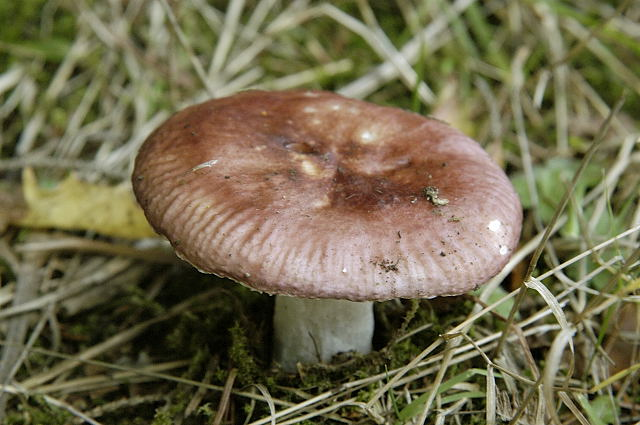
Russula turci

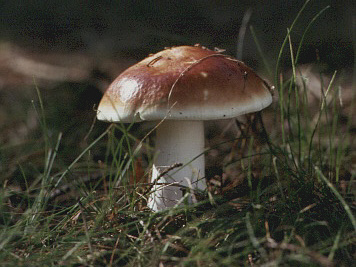
Russula vesca

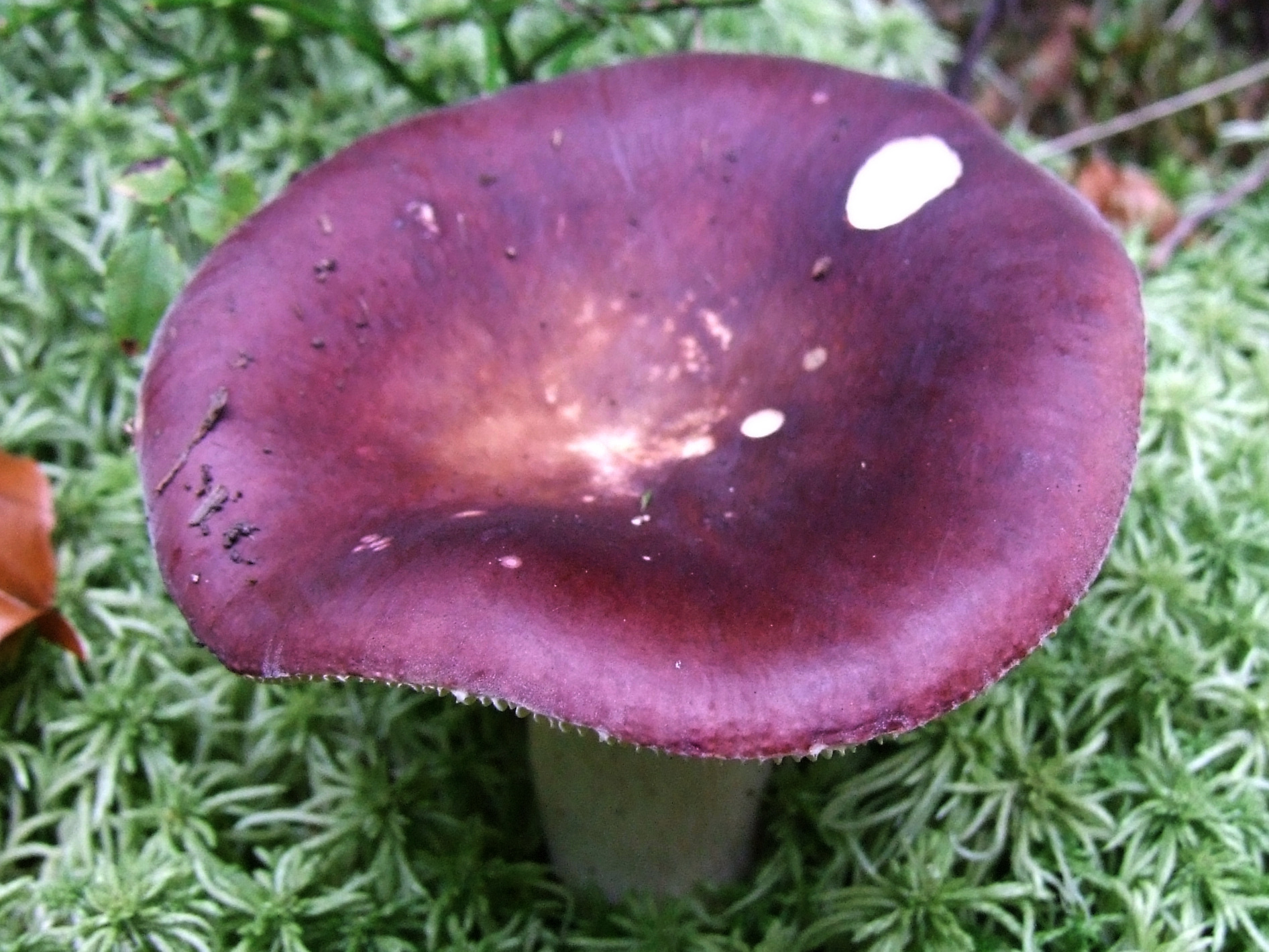
Russula vinosa

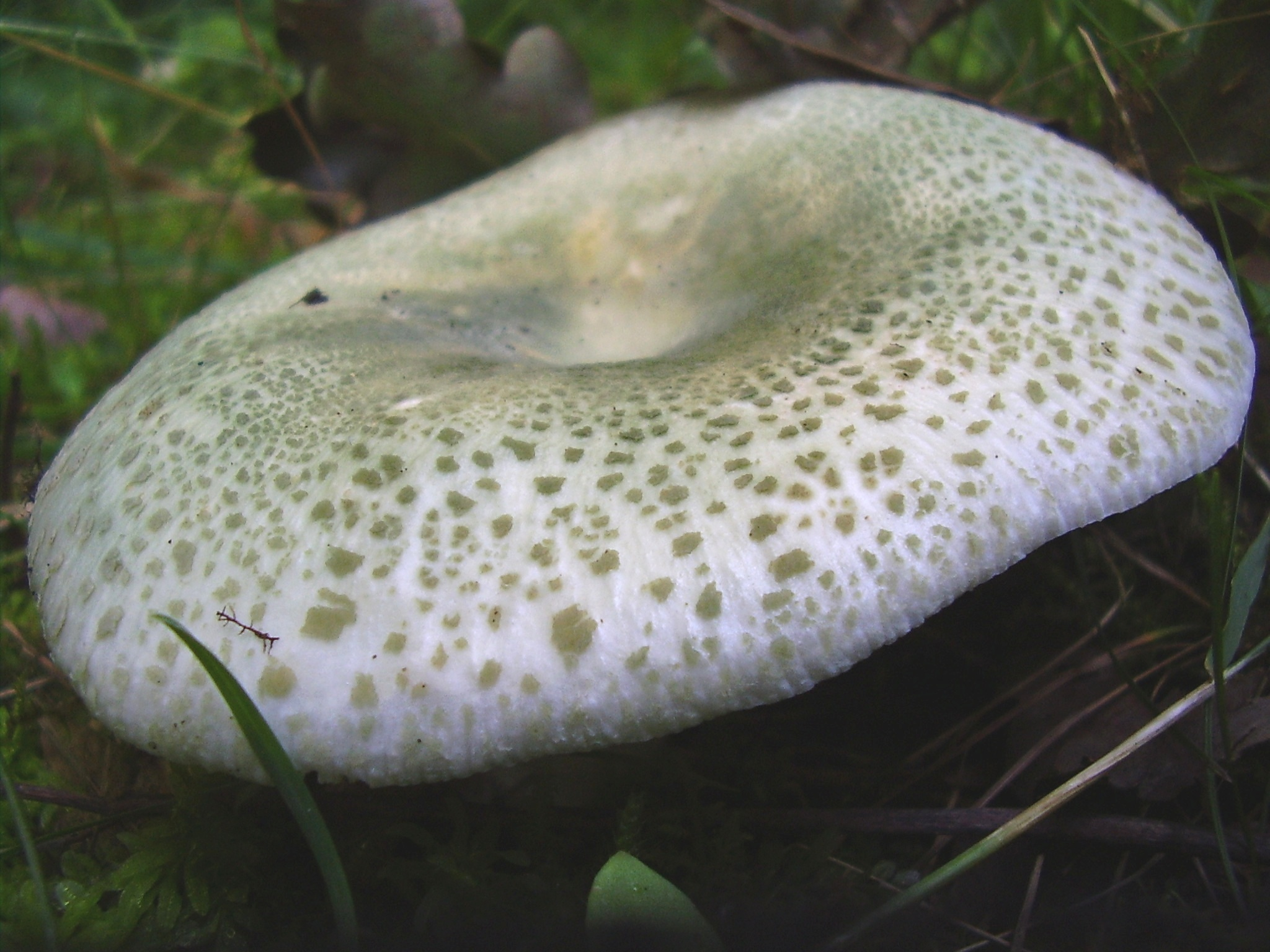
Russula virescens

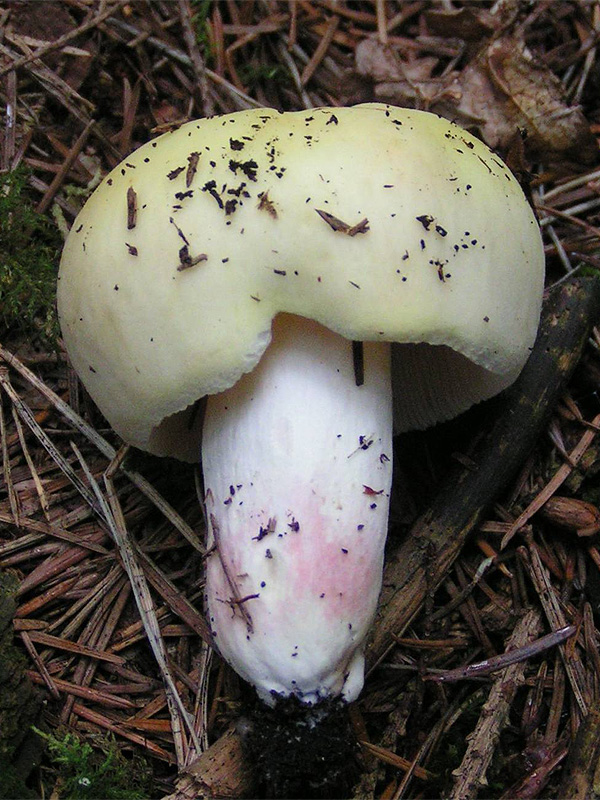
Russula violeipes

A galambgombák (Russula) az Agaricomycetes osztályának galambgomba-alkatúak (Russulales) rendjébe, ezen belül a galambgombafélék (Russulaceae) családjába tartozó nemzetség.

## Rendszerezés
A nemzetségbe az alábbi 1243 faj tartozik (meglehet, hogy a lista hiányos):
- Russula abbotensis K. Das & J.R. Sharma, 2005[9]
- Russula abietina Peck
- Russula abietum (J. Blum) Bon
- Russula acetolens Rauschert[10]
- Russula aciculocystis Kauffman ex Bills & O. K. Mill.
- Russula acriannulata Buyck
- csípőslemezű galambgomba (Russula acrifolia) Romagn.[11]
- Russula acris Steinhaus 1888[12]
- Russula acriuscula Buyck
- Russula acrolamellata McNabb
- Russula acuminata Buyck
- Russula acutispora R. Heim
- Russula adalbertii Reumaux, Moënne-Locc. & Bidaud
- Russula adelae Cern.
- Russula admirabilis Beardslee & Burl. 1939
- Russula adulterina Fr.[13]
- sötétedő galambgomba (Russula adusta) (Pers.) Fr.[14][15]
- Russula aerina Romagn.
- Russula aeruginascens Peck
- fűzöld galambgomba (Russula aeruginea) Fr.[16]
- Russula aeruginescens
- Russula aeruginosa
- Russula affinis
- Russula africana
- Russula afrodelica
- Russula afrodelicata
- Russula afronigricans
- Russula agaricina
- Russula agglutinata
- Russula alachuana Murrill[17]
- Russula alba Velen
- Russula albella Peck
- Russula albiclavipes
- Russula albida Peck[18]
- Russula albidicremea
- Russula albidoflava
- Russula albidolutescens
- Russula albidula Peck[19]
- Russula albiduliformis
- Russula albiflavescens
- Russula albimarginata
- Russula albipes
- Russula alboareolata
- Russula albobrunnea
- Russula albofloccosa
- Russula albolutescens
- színváltó galambgomba (Russula albonigra) (Krombh.) Fr., 1874[20]
- Russula albonigroides
- Russula alborosea
- Russula albospissa
- Russula alcalinicola
- Russula allochroa
- Russula alnetorum
- Russula alnicrispae
- Russula alnijorullensis
- Russula alpestris
- Russula alpigenes
- Russula alpina
- Russula alpium
- Russula altaica
- Russula alternata
- ízletes galambgomba (Russula alutacea) (Pers.) Fr.
- Russula alutaceiformis
- Russula alveolata
- Russula amaendum
- Russula amara
- Russula amaranthina
- Russula amarissima
- Russula americana
- Russula amethystina Quél.[21]
- Russula amnicola
- Russula amoena
- Russula amoenata
- zöldeslila galambgomba (Russula amoenicolor) Romagn.[22]
- Russula amoenipes
- Russula amoenoides
- sajtszagú galambgomba (Russula amoenolens) Romagn.[23]
- Russula amygdaloides
- acélkékes galambgomba apró fakógomba (Russula anatina)
- Russula angustispora
- Russula anisata
- Russula anisopterae
- Russula annae
- Russula annulata
- Russula annulatoangustifolia
- Russula annulatobadia
- Russula annulatolutea
- Russula annulatosquamosa
- Russula anomala
- rózsáslemezű galambgomba (Russula anthracina) Romagn., 1962[24]
- Russula aosma
- Russula appalachiensis
- Russula appendiculata
- almaillatú galambgomba (Russula aquosa) Leclair[25]
- Russula archaea
- Russula archaeofistulosa
- Russula archaeosuberis
- Russula arcyospora
- Russula arenaria
- Russula areolata
- Russula argyracea
- Russula armeniaca
- Russula armoricana
- Russula arnoldae
- Russula arnouldii
- Russula arpalices
- Russula artesiana
- Russula astringens
- Russula atramentosa
- Russula atrata
- Russula atroamethystina
- Russula atrofusca
- Russula atroglauca
- feketésvörös galambgomba (Russula atropurpurea) (Krombh.) Britzelm.[26]
- Russula atropurpurina
- Russula atrorosea
- feketéspiros galambgomba (Russula atrorubens) Quél. 1898
- Russula atrosanguinea
- Russula atrovinosa
- Russula atroviolacea
- Russula atrovirens
- Russula atroviridis
- Russula attenuata
- Russula aucarum
- Russula aucklandica
- Russula aurantiaca
- Russula aurantiicolor
- Russula aurantioflammans
- Russula aurantiofloccosa
- Russula aurantiolutea
- Russula aurantiomarginata
- Russula aurantiophylla
- Russula aurata
- aranyos galambgomba (Russula aurea) Pers.[27] = talán R. aurata?
- Russula aureola
- Russula aureotacta
- rózsás galambgomba (Russula velutipes) syn.Russula aurora
- Russula australiensis
- Russula australirosea
- Russula australis
- Russula austrodelica
- Russula austromontana
- Russula autumnalis
- Russula avellaneiceps
- azúrkék galambgomba (Russula azurea)
- Russula bachii
- cédrusillatú galambgomba (Russula badia)
- Russula ballouii Peck[28]
- Russula barlae
- Russula basifurcata
- Russula basiturgida
- Russula bataillei
- Russula batistae
- Russula beardslei
- Russula bella
- Russula bernardii
- Russula betulae
- nyírfa-galambgomba (Russula betularum) Hora[29]
- Russula betulina
- Russula bicolor
- Russula billsii
- Russula binchuanensis
- Russula binganensis
- Russula blackfordiae
- Russula blanda
- Russula blumiana
- Russula blumii
- Russula bohemiae
- Russula bona
- Russula bonii
- Russula boninensis
- Russula borealis
- Russula boyacensis
- Russula brasiliensis
- Russula bresadolae
- Russula brevipes Peck[30]
- Russula brevis
- Russula brevissima
- Russula britzelmayrii
- Russula brunneipes
- Russula brunneoalba
- Russula brunneoannulata
- Russula brunneoderma
- Russula brunneofloccosa
- Russula brunneola
- Russula brunneomarginata
- Russula brunneonigra
- Russula brunneorigida
- Russula brunneoviolacea
- Russula brunnescens
- Russula burgeae
- púpos galambgomba (Russula caerulea) Fr.[31]
- Russula caeruleoanulata
- Russula caeruleomalva
- Russula californiensis
- Russula calvitiosa
- Russula camarophylla
- Russula campestris
- Russula campinensis
- Russula capensis
- Russula captiosa
- Russula carbonaria
- Russula carmelensis
- Russula carmesina
- Russula carminea
- Russula carminipes
- Russula carnicolor
- Russula carpini
- Russula cartaginis
- Russula cascadensis Shaffer[32]
- Russula castanopsidis
- Russula caucaensis
- Russula caucasica
- Russula cavipes
- Russula cedriolens
- Russula cellulata
- Russula cerasina
- Russula cernohorskyi
- Russula cerolens Shaffer[33]
- késői galambgomba (Russula cessans) Pearson[34]
- Russula chamaeleon
- Russula chamaeleontina (Lasch) Fr. 1838
- Russula chamiteae
- Russula cheelii
- Russula chichuensis
- Russula chlora
- Russula chlorantha
- Russula chlorinosma
- kékeslemezű galambgomba (Russula chloroides) (Krombh.) Bres.[35]
- Russula chrysodacryoides
- Russula chrysodacryon
- Russula cicatricata
- Russula ciliata
- Russula cinerascens
- Russula cinerea
- Russula cinerella
- Russula cinereopurpurea
- Russula cinereovinosa
- Russula cinereoviolacea
- Russula cinerescentipes
- Russula cingulata
- Russula cinnabarina
- Russula cinnamomea
- Russula cistoadelpha
- Russula cistorum
- Russula citrina
- Russula citrinipes
- Russula citrinochlora
- Russula citrinocincta
- Russula citrinolilacina
- Russula citrinosulcata
- Russula clariana
- krómsárga galambgomba (Russula claroflava) Grove[36]
- Russula claroviridis
- Russula claviceps
- Russula clavipes
- Russula clelandii
- Russula clementinae
- Russula clitocybiformis
- Russula clitocyboides
- Russula clusii
- Russula coccinea
- Russula cochisei
- Russula coerulea
- Russula coffeata
- Russula collina
- Russula columbiana
- Russula columbicolor
- Russula compacta Frost[37]
- Russula compressa
- Russula concolora
- Russula confertissima
- Russula confusa
- Russula congoana
- Russula conicipes
- Russula conjugata
- ólomszürke galambgomba (Russula consobrina)
- Russula consobrinoides
- Russula constans
- Russula conviviales
- Russula cookeana
- Russula corallina
- Russula corinthii-rubra
- Russula costaricensis
- Russula crassotunicata
- Russula crataegorum
- Russula crawshayriana
- Russula cremea
- Russula cremeirosea
- Russula cremeirubra
- Russula cremeo-ochracea
- Russula cremeoavellanea
- Russula cremeoflavescens
- Russula cremeolilacina
- Russula cremeolilacinoides
- Russula cremoricolor
- Russula crenulata
- Russula cretata
- Russula cristata
- Russula cristulispora
- Russula crocea
- Russula crucensis
- Russula cruentata
- Russula crustosa Peck[38]
- Russula cupraeoviolacea
- Russula cuprea
- Russula cupreoaffinis
- Russula cupreola
- Russula cupreoviolacea
- Russula curtipes
- Russula curtispora
- Russula cutefracta
- Russula cyanea
- Russula cyanescens
- kékhátú galambgomba (Russula cyanoxantha) (Schaeff.) Fr.[39]
- Russula cyclosperma
- Russula cypriani
- Russula cystidiosa
- Russula dadmunii Singer
- Russula davisii Burl.
- Russula decaryi R. Heim
- Russula deceptiva Romagn.
- Russula decipiens (Singer) Kühner & Romagn. (1985)
- tarkahúsú galambgomba (Russula decolorans) Fr., 1838[40]
- földtoló galambgomba (Russula delica) Fr.[41]
- feketedő galambgomba (Russula densifolia) Secr. ex Gillet[42]
- Russula densissima
- halványuló galambgomba (Russula depallens)
- Russula derelicta Reumaux
- Russula deremensis Henn.
- Russula diaboli Singer
- Russula diffusa Buyck
- Russula dipigmentata Singer
- Russula discopus R. Heim
- Russula disparilus Burl.
- Russula dissidens Zvára
- Russula dissimulans Shaffer
- Russula diversicolor Pegler
- Russula drimeia Cooke (1881)
- Russula dryadicola Fellner & Landa
- Russula drymeja Cooke
- Russula dryophila Sarnari
- Russula dulcis Velen.
- Russula duportii W. Phillips
- Russula dura Burl
- Russula earlei Peck
- Russula eburneoareolata Hongo
- Russula eccentrica Peck
- Russula echinosperma R. Heim & Gilles
- Russula echinospora R. Heim Singer
- Russula edulis B.Buyck and V. Hofstetter
- Russula elaeodes Romagn. ex Bon
- Russula elatior Lindblad
- Russula elegans Bres.
- Russula elephantina
- Russula ellenae Thiers
- hánytató galambgomba (Russula emetica) (Schaeff.) Pers.[43] – típusfaj
- Russula emeticella
- Russula emeticicolor Jul. Schäff.
- Russula emeticiformis Murrill
- Russula eogranulata Secr. ex Singer
- Russula eperythra Singer, Alfaro & L. D. Gómez
- Russula epitheliosa Singer
- Russula erubescens Zvára
- Russula erumpens Cleland & Cheel[44]
- Russula erythropus Fr. ex Pelt.
- Russula esculenta Pers.
- Russula esperidis Sarnari
- Russula europae J. Blum ex Romagn.
- Russula exalbicans Melzer & Zvára
- Russula excentrica Peck Velen.
- Russula expallens Gillet
- Russula fageticola  (Romagn.)Bon
- Russula fagetorum  Bon  Velen.
- Russula faginea Romagn.[45]
- korpástönkű galambgomba (Russula farinipes) Romell[46]
- Russula flavida Frost[47]
- Russula fastigiata Fatto
- Russula fattoensis Buyck
- Russula faustiana Sarnari
- Russula favrei M. M. Moser
- fakó galambgomba (Russula fellea) (Fr.) Fr.[48]
- Russula felleaecolor Bon & Jamoni
- Russula felleicolor Bon & Jamoni
- Russula ferreri Singer
- Russula ferrotincta Singer
- Russula fimbriata Buyck
- Russula fingibilis Britzelm.
- ibolyaszínű galambgomba (Russula firmula) Jul. Schäff.
- Russula fistulosa R. Heim
- Russula flava Romell
- Russula flaviceps Peck
- Russula flavida Frost
- Russula flavisiccans Bills
- Russula flavispora Romagn.
- Russula flavobrunnea Buyck
- Russula flavocitrina J. Blum ex Bon
- Russula flavovirens J. Bommer & M. Rousseau
- Russula flavoviridis Romagn.
- Russula fleischeriana Henn.
- Russula floccosa Lj. N. Vassiljeva
- Russula flocculosa Burl.
- Russula flocktoniae Cleland & Cheel[49]
- Russula floridana Murrill
- Russula flucticolor  Donelli 1997
- Russula foeda Reumaux
- büdös galambgomba (Russula foetens) Pers.[50]
- Russula foetentula Peck
- Russula foetida G. Martin
- Russula foetulenta Buyck
- Russula font-queri Singer
- Russula formosa J. Blum
- Russula fosteriana Murrill
- Russula fragaria Kudrna
- Russula fragaricolor Carteret & Reumaux
- törékeny galambgomba (Russula fragilis) Fr.[48][note 1]
- Russula fragrantissima Romagn.[51]
- Russula fragiloides Fr. Murrill
- Russula fragrans Fr. Romagn.
- Russula fragrantissima Fr. Romagn.
- Russula friesii Fr. Bres.
- Russula frondosae Fr. J. Blum ex Reumaux
- Russula fucosa Fr. Burl.
- Russula fuegiana Fr. Singer
- Russula fuliginosa Fr. Sarnari
- Russula fulva Fr. J. Blum
- Russula fulvescens Fr. Burl.
- Russula fulvo-ochrascens Fr. Buyck
- Russula fulvograminea Fr. Ruots., Sarnari & Vauras
- Russula furcata Fr.  Fr.
- Russula furcatifolia Fr.  Murrill
- Russula fusca Fr. Quél.
- Russula fuscescens Fr. Velen.
- Russula fusco-ochracea Fr. Velen.
- Russula fuscogrisea Fr. Petch
- Russula fuscolilacea Fr. Velen.
- Russula fuscomaculata Fr. Romagn.
- Russula fusconigra Fr. M. M. Moser
- Russula fuscoochracea Fr. R. Schulz
- Russula fuscorosea Fr. J. Blum
- Russula fuscorubra Fr. (Bres.) J. Blum
- Russula fuscorubroides Fr. Bon
- Russula fuscovinacea Fr. J. E. Lange
- Russula galactea  Bidaud & Heullant
- Russula galbana  T. Lebel
- gyöngyszürke galambgomba (Russula galochroa)
- Russula galochroides  Sarnari
- Russula gaminii Singer
- Russula gedehensis Henn.
- Russula gelatinascens Singer
- Russula gigasperma Romagn.
- Russula gilva Zvára
- Russula gilvescens Romagn. ex Bon
- Russula glauca Burl.
- Russula glaucescentipes Murrill
- Russula globispora (J. Blum) Bon
- Russula glutinosa Fatto
- Russula gomezii Singer
- Russula goossensiae Beeli
- Russula gossypina Buyck
- Russula gracilipes Romagn.
- Russula gracilis Burl.
- kecses galambgomba (Russula gracillima) Jul.Schaff.[52]
- Russula graminicolor
- Russula granulata Peck
- Russula granulosa Velen.
- Russula granulosula Murrill
- szagos galambgomba (Russula grata) Britzelm.
- halszagú galambgomba (Russula graveolens) Romell[53]
- Russula gregaria (Kauffman) Moënne-Locc. & Reumaux
- szürkészöld galambgomba (Russula grisea) Fr.[54]
- Russula griseascens (Bon & Gaugué) Marti
- Russula griseobrunnea McNabb
- Russula griseocarnosa X.H. Wang, Zhu L. Yang, Y.C. Li, Knudsen & P.G. Liu
- Russula griseocephala Buyck
- Russula griseoflaccida Sarnari
- Russula griseostipitata McNabb
- Russula griseoviolacea McNabb
- Russula griseoviridis McNabb
- Russula grisescens (Bon & Gaugué) Marti
- Russula groenlandica Ruots. & Vauras
- Russula grossa Berk.
- Russula grundii Thiers
- Russula guayarensis Singer
- Russula haasii Raithelh.
- Russula handelii Singer
- Russula harkoneniana Buyck
- Russula heimii Singer
- Russula heinemannii Buyck
- Russula helgae Romagn.
- Russula heliochroma R. Heim
- Russula helios Malençon ex Sarnari
- Russula helodes Melzer
- Russula henningsii Sacc. & P. Syd
- Russula herrerae
- Russula heterochroa Kühner
- Russula heteroderma Romagn.
- dióízű galambgomba (Russula heterophylla) (Fr.) Fr.[55]
- Russula heterospora Beardslee
- Russula heterosporoides Murrill
- Russula hibbardae Burl.
- Russula hiemisilvae Buyck
- Russula himalayana Rawla & Sarwal
- Russula hixsonii Murrill
- Russula hoehnelii Singer
- Russula hongoi Singer
- Russula hortensis Sarnari
- Russula horticola Kudrna
- Russula humboldtii Singer
- Russula humicola Sarnari
- Russula humidicola Burl.
- Russula hydrophila Hornicek
- Russula hydropica Buyck
- Russula hygrophytica Pegler
- Russula hysgina Buyck & E. Horak
- Russula incarnaticeps Murrill
- Russula inconspicua Velen.
- Russula inconstans Burl.
- Russula incrassata Buyck
- Russula idroboi Singer
- Russula ilicis Romagn
- piszkos galambgomba Russula illota Romagn.[56]
- Russula imitatrix Homola & Shaffer
- Russula immaculata Dennis
- Russula impolita Bon
- Russula inamoena Sarnari[57]
- Russula incarnata
- Russula incarnaticeps Murrill
- Russula inconspicua Velen
- Russula inconstans Burl
- Russula incrassata Buyck
- Russula indica Sathe & J. T. Daniel
- Russula inedulis Murrill
- Russula inflata Buyck
- Russula ingen Buyck
- Russula ingwa Grgur
- Russula innocua Romagn
- Russula inopina Shaffer
- Russula inquinata McNabb
- szürkésbarna galambgomba (Russula insignis) Quél.
- Russula insignita Burl.
- Russula intactior Jul. Schäff. 1939
- Russula integer Kuntze
- barnásvörös galambgomba (Russula integra) (L.)Fr.[58]
- Russula integriformis Sarnari
- Russula intermedia P. Karst.
- Russula intricata Buyck
- papagáj-galambgomba (Russula ionochlora) Romagn.[59]
- Russula iterika Grgur.
- Russula japonica Hongo
- Russula jilinensis G.J.Li & H.A.Wen[60]
- Russula joannis Bon
- Russula josserandii Bertault
- Russula juniperina Ubaldi
- Russula kalimna Grgur.
- Russula kansaiensis Hongo
- Russula kathmanduensis Adhikari
- Russula kauffmaniana Singer
- Russula kauffmanii Jul. Schäff.
- Russula kavinae Melzer & Zvára
- Russula kellyi Burl.
- Russula kermesina T. Lebel
- Russula kirinea R. Heim
- Russula kivuensis Buyck
- Russula knauthii Hora
- Russula krombholzii Shaffer
- Russula laccata Huijsman
- Russula lactea (Pers.) Fr.
- Élénkvörös galambgomba (Russula laeta) F.H.Møller & Jul.Schäff.[61]
- Russula lamprocystidiata Buyck
- Russula langei Bon
- Russula languida Cern. & H. Raab
- Russula laricina Peyronel
- Russula laricinoaffinis Bon
- Russula lateralipes Buyck & E. Horak
- Russula lateritia Quél.
- Russula laurocerasi Melzer
- Russula leelavathyi K. B. Vrinda, C. K. Pradeep & T. K. Abraham
- Russula leguminosarum Singer
- Russula lenkunya Grgur.[62]
- Russula lentiginosa Buyck & D. Mitch.
- Russula lepida
- Russula lepidicolor Romagn.
- Russula lepidiformis Murrill
- Russula leucomodesta Singer
- Russula leucospora Bon
- Russula levispora Murrill
- Russula levisporiformis Murrill
- Russula levyana Murrill
- Russula lewisii Buyck
- Russula liberiensis  Singer
- Russula lilacea  Quél.
- Russula lilacinicolor J. Blum
- Russula lilacinocremea Romagn.
- Russula lilacinopunctata Romagn.
- Russula lilacipes Shear
- Russula linnaei Fr.
- Russula littoralis McNabb
- Russula littorea Pennycook
- Russula livescens (Batsch) Bataille
- Russula livida Beeli
- Russula lividirosea  Murrill
- Russula lividopallescens arnari
- Russula longipes (Singer) Moënne-Locc. & Reumaux
- Russula ludoviciana Shaffer
- Russula lundellii Singer
- Russula lurida Pers.
- baracksárga galambgomba (Russula lutea) (Huds.) Gray[63]
- Russula luteirosa (Bougher) T. Lebel
- Russula luteispora Murrill
- Russula lutensis Romagn.
- Russula luteoalba Britzelm.
- Russula luteoaurantia Romagn. ex Bon
- Russula luteobasis Peck
- Russula luteofolia Fatto
- Russula luteoloalba Britzelm.
- Russula luteomaculata Buyck
- Russula luteopulverulenta Buyck
- Russula luteorosella Britzelm.
- Russula luteosekta Hornicek
- sárguló galambgomba (Russula luteotacta) Rea
- Russula luteoviolacea Krombh.
- Russula luteovirens Boud.
- Russula luteoviridans C. Martín 1894
- Russula lutescentifolia Murrill
- Russula macrocystidiata McNabb
- Russula macrocystis (R. Heim) Buyck
- Russula macropoda Singer
- foltos galambgomba (Russula maculata) Quél. & Roze
- Russula maculosa Murrill
- Russula madacassense Heim
- Russula madagassensis R. Heim
- Russula maenadum  R. Heim
- Russula maesta Kucera
- Russula magna Beardslee
- Russula magnifica Peck
- Russula major Singer
- Russula mallophora Singer
- Russula marangania Grgur.
- Russula marginata Burl.
- bükkfa-galambgomba Russula mariae Peck
- Russula marronina Pegler
- Russula matoubensis Pegler
- Russula maxima  Burl.
- Russula maximispora J. Blum ex Bon
- Russula mayawatiana K. Das, S.L. Mill. & J.R. Sharma
- acélszürke galambgomba (Russula medullata) Romagn.
- Russula meleagris Buyck
- Russula melitodes Romagn.
- Russula melliolens Quél.
- Russula melzeri Zvára[64]
- Russula memnon Krombh.
- Russula mendocinensis Thiers
- Russula mephitica Pegler
- Russula metachromatica Singer
- Russula mexicana Burl.[65]
- Russula michiganensis Shaffer
- Russula microspora Singer
- Russula mimetica R. Heim
- Russula miniata McNabb
- Russula minutalis Britzelm.
- Russula minutula Velen.
- Russula mitis Rea
- Russula mitissima Singer
- Russula modesta Peck
- Russula mollis Quél.
- Russula monspeliensis Sarnari
- Russula montana Shaffer
- Russula montensis Bidaud, Moënne-Locc. & P.-A. Moreau
- Russula montivaga Singer
- Russula moravica Velen.
- Russula mordax Burl.
- Russula morganii Sacc.
- Russula moyersoenii Buyck
- Russula mukteshwarica K. Das, S.L. Mill., J.R. Sharma & R.P. Bhatt
- Russula multicolor Bougher & K. Syme
- Russula multicystidiata McNabb
- Russula multifurcata Velen.
- Russula munia Buyck
- Russula murina Burl.
- Russula murinacea R. Heim
- Russula murrillii Burl.[66]
- Russula mussooriensis Rawla & Sarwal
- sárgásbarna galambgomba (Russula mustelina) Fr.[67]
- Russula mustelinicolor Reumaux, Moënne-Locc. & Bidaud
- Russula mutabilis Murrill
- Russula mutantipes Murrill
- Russula nana Killerm.
- Russula nanella Singer
- Russula narcotica P. Kumm.
- Russula natarajanii K. Das, J.R. Sharma & Atri
- többszínű galambgomba (Russula nauseosa) (Pers.) Fr.
- Russula neerimea Grgur.
- Russula neglecta Singer
- Russula neodiscopoda Singer
- Russula neoemetica Hongo
- Russula nepalensis Adhikari
- Russula nigrescentipes Peck
- szenes galambgomba (Russula nigricans) Bull. ex Fr.[68]
- Russula nigrodisca Peck
- Russula nigropurpurea Bidaud & Moënne-Locc.
- Russula niigatensis Hongo
- fényes galambgomba Russula nitida
- Russula nivea Pers.
- Russula nkayambae Buyck
- bükkfa-galambgomba (Russula nobilis) Velen.[69] (korábban: Russula mairei Singer)
- Russula norvegica D. A. Reid
- Russula nothofaginea Singer
- Russula novae-zelandiae McNabb
- Russula novispora Murrill
- Russula nuoljae Kühner
- Russula nuragica Sarnari
- Russula obscura (Romell) Peck
- Russula obscuriformis Murrill
- Russula obsoleta Kucera
- Russula obtecta Singer
- Russula obtusopunctata Buyck
- Russula occidentalis Singer
- Russula ochracea (Alb. & Schwein.) Fr.
- Russula ochraceofuliginosa Beeli
- Russula ochraceorivulosa Buyck
- Russula ochraleucoides Kauffman
- Russula ochricompacta Bills & O. K. Mill.
- Russula ochrocephala Buyck
- Russula ochroflavescens Reumaux
- fakósárga galambgomba (Russula ochroleuca) Pers.[70]
- Russula ochroleuciformis Murrill
- Russula ochroleucoides Kauffman
- Russula ochrophylla Peck
- Russula ochrosperma Moënne-Locc.
- Russula ochrospora Quadr.
- Russula ochrostraminea Pegler
- Russula ochroviridis (Cooke) Reumaux
- Russula odorata Romagn.
- Russula oinochroa Buyck
- Russula oleifera Buyck
- Russula olgae Velen.
- vöröstönkű galambgomba (Russula olivacea)
- Russula olivaceomalva Reumaux, Moënne-Locc. & Bidaud
- Russula olivaceoviolascens Gillet
- Russula olivascens Fr.
- Russula olivicolor Britzelm.
- Russula olivina Ruots. & Vauras
- Russula olivobrunnea Ruots. & Vauras
- Russula omiensis Hongo
- Russula operta Burl.
- Russula oreades Sarnari
- Russula oreina Singer
- Russula orinocensis Pat. & Gaillard
- Russula ornaticeps Burl.
- Russula pachycystis Singer
- Russula pacifica Thiers
- Russula pallescens P. Karst.
- Russula pallida P. Karst.
- Russula pallidorimosa Buyck
- Russula pallidospora J. Blum ex Romagn.
- Russula palomet (Thore) Pers.
- lápi galambgomba (Russula paludosa) Britzelm.[71]
- Russula palumbina Quél.
- Russula palustris Peck
- Russula panamae Buyck & Ovrebo
- Russula pantherina (Zvára) Moënne-Locc. & Reumaux
- Russula pantoleuca Singer
- Russula papakaiensis McNabb
- Russula papavericolor Reumaux
- Russula papillata R. Heim & Gilles
- Russula paradecipiens (A. Favre) A. Favre
- Russula paraemetica Reumaux
- Russula parahelios D. Antonini & M. Antonini
- Russula parasitica (R. Heim) Buyck
- deres galambgomba (Russula parazurea) Jul.Schäff.[72]
- Russula parodorata Sarnari
- Russula parolivascens Bidaud & Moënne-Locc.
- Russula partirosea Murrill
- Russula parva Carteret & Reumaux
- Russula parvipes Romell
- Russula parvopurpurea Buyck
- Russula parvorosea Buyck
- Russula parvovirescens Buyck, D.Mitchell & Parrent
- Russula parvula Burl.
- Russula parvulospora Buyck
- Russula pascua Kühner
- Russula patouillardii Singer
- Russula patriotica Murrill
- Russula pauli Schulzer
- Russula pausiaca Buyck
- Russula paxilloides Earle
- Russula peckii Singer
- fésűs galambgomba (Russula pectinata) (Bull.) Fr.
- enyhe galambgomba (Russula pectinatoides) Peck[73] - talán R. pectinata? Peck non Fr.
- Russula pelargonia Niolle
- Russula pellucida (Gooss. -Font. & R. Heim) Buyck
- Russula perelegans Buyck & E. Horak
- Russula periglypta Berk. & Broome
- Russula perlactea Murrill
- Russula perplexa Burl.
- Russula persanguinea Cleland[74]
- rózsásvörös galambgomba (Russula persicina) Krombh.
- Russula persobria Kauffman
- Russula pervirginea Murrill
- Russula phaeocephala Buyck
- Russula phlyctidospora (Romagn.) Bon
- Russula phoenix Kucera
- Russula picearum Singer
- Russula piceetorum Singer
- Russula piceicola Sarnari
- Russula picrea Sarnari
- Russula pilatii Zvára
- Russula pilocystidiata McNabb
- Russula pilosella T. Lebel
- Russula pinetorum Murrill
- Russula pinicola Murrill
- Russula pinophila Murrill
- Russula piperata Velen.
- Russula placita Burl.
- Russula pleurogena Buyck & E. Horak
- Russula pluteoides Singer
- Russula pluvialis Singer
- Russula poetae Reumaux, Moënne-Locc. & Bidaud
- Russula poichilochroa Sarnari
- Russula poissonii Bouriquet
- Russula polonica Steinhaus
- Russula polychroma Singer ex Hora
- Russula polycystis Singer
- Russula polyphylla Peck
- Russula porolamellata Melzer
- Russula porphyrocephala Buyck
- Russula postiana Romell
- Russula praeclavipes Murrill
- Russula praecompacta Murrill
- Russula praeformosa Murrill
- Russula praefragilis Murrill
- Russula praepalustris Murrill
- Russula praerubra Murrill
- Russula praerubriceps Murrill
- Russula praetenuis Murrill
- Russula praetermissa Reumaux
- Russula praetervisa Sarnari
- Russula praeumbonata Burl.
- Russula primaverna Fatto
- Russula prinophila Sarnari
- Russula prolifica B.Buyck and V. Hofstetter
- Russula pruinata Buyck
- Russula pruinosa Velen.
- Russula psammophila Singer
- Russula pseudo-olivascens Kärcher
- Russula pseudoaeruginea (Romagn.) Kuyper & Vuure
- Russula pseudoaffinis Migl. & Nicolaj
- Russula pseudoareolata McNabb
- Russula pseudoaurata Jul. Schäff.
- Russula pseudocampestris Kühner
- Russula pseudocarmesina Buyck
- Russula pseudocavipes Bon
- Russula pseudodelica J.E.Lange[75]
- Russula pseudoemetica Kill.
- Russula pseudoepitheliosa Buyck
- Russula pseudofoetens Murrill
- Russula pseudoimpolita Sarnari
- keserű galambgomba (Russula pseudointegra) Arnould & Goris ex Maire[76]
- Russula pseudolaeta Sarnari
- Russula pseudolateriticola Buyck
- Russula pseudolepida Singer
- Russula pseudoluteoviridans Romagn.
- Russula pseudomaenadum R. Heim
- Russula pseudomelitodes J. Blum ex Bon
- Russula pseudomelliolens Singer ex Reumaux
- Russula pseudopeckii Fatto
- Russula pseudopectinata Henn.
- Russula pseudopuellaris (Bon) Bon
- Russula pseudopurpurea Buyck
- Russula pseudoraoultii Ayel & Bidaud
- Russula pseudoriberrima Romagn.
- Russula pseudoromellii J. Blum
- Russula pseudorosea J. Blum
- Russula pseudoruberrima Romagn.
- Russula pseudostriatoviridis Buyck
- Russula pseudosuberetorum Dagron
- Russula pseudovesca J. Z. Ying
- Russula pseudoviolacea Joachim
- Russula pubescens Velen.
- Russula pudica Carteret & Reumaux
- Russula pudorina McNabb
- sárgulótönkű galambgomba (Russula puellaris) Fr.[77]
- Russula puellula Ebbesen, F. H. Møller & Jul. Schäff.
- Russula puiggarii (Speg.) Singer
- Russula pulchella I. G. Borshch.
- Russula pulcherrima Velen.
- Russula pulchra Burl.
- Russula pulchrae-uxoris Reumaux
- Russula pulchralis Britzelm.
- Russula pulchrisperma Buyck
- Russula pulverulenta Peck
- Russula pumicoidea T. Lebel
- Russula pumila Rouzeau & F. Massart
- Russula punctata Gillet
- Russula punctipes Singer
- Russula pungens Beardslee
- Russula punicea Thiers
- Russula purpurascens Bres.
- Russula purpurea Gillet
- Russula purpurata Crawshay[78]
- Russula purpureo-olivascens Carteret & Reumaux
- Russula purpureoflava Cleland[79]
- Russula purpureofusca Kühner
- Russula purpureolilacina Fayod
- Russula purpureomaculata Shaffer
- Russula purpureomutabilis Buyck
- Russula purpureonigra Bidaud & Moënne-Locc.
- Russula purpureotincta McNabb
- Russula purpurina Quél. & Schulzer
- Russula purpurissata Reumaux
- Russula pusilla Peck
- Russula pusilliformis Murrill
- Russula pusillissima Moënne-Locc.
- Russula putida Sarnari
- Russula pulverulenta Peck[80]
- Russula pyrenaica J. Blum
- Russula pyriodora Ruots. (2011)
- Russula pyrrhonii Moënne-Locc. & Reumaux
- Russula queletiana Schulzer
- lucfenyő-galambgomba (Russula queletii) Fr.[81]
- Russula querceti H. Haas & Jul. Schäff.
- Russula quercetorum Velen.
- Russula quercilicis Sarnari
- Russula quercophila Buyck & Halling
- Russula quercus-oleoidis Singer
- Russula radicans R. Heim
- halványsárga galambgomba (Russula raoultii) Quél.
- Russula reddellii T. Lebel
- Russula redolens Burl.
- Russula regalis Murrill
- Russula reisneri Velen.
- Russula renidens Ruots., Sarnari & Vauras
- Russula retispora (Singer) Bon
- Russula reumauxiana A. Favre
- Russula rhodella E.-J. Gilbert
- Russula rhodomarginata Sarnari
- Russula rhodomelanea Sarnari
- lángvöröstönkű galambgomba (Russula rhodopoda)
- Russula rhodopus Zvára
- Russula rhodoxantha Peyronel
- Russula rhytipus Fr.
- Russula rigelliae Velen.
- Russula rigida Velen.
- Russula rimosa McNabb
- Russula rimulosa Pennycook
- Russula riograndensis Singer
- cifra galambgomba (Russula risigallina)
- Russula rivulicola Ruots. & Vauras
- Russula rivulosa Reumaux
- Russula robertii J. Blum
- Russula robinsoniae Burl.
- Russula robusta R. Heim
- Russula rolfeana L. D. Gómez & Alfaro
- Russula romagnesiana Shaffer
- Russula romellii Maire
- Russula rooseveltiana Murrill
- piros galambgomba (Russula rosea) Pers. = talán R. lepida?
- Russula roseicolor J. Blum
- rózsástönkű galambgomba (Russula roseipes)
- Russula roseitincta Murrill
- Russula rosella Romell
- Russula roseoalba Buyck
- Russula roseoaurantia Sarnari
- Russula roseobrunnea J. Blum
- Russula roseoisabellina Murrill
- Russula roseopileata McNabb
- Russula roseostipitata McNabb
- Russula roseostriata Buyck
- Russula roseovelata Buyck
- Russula roseoviolacea Buyck
- Russula rostraticystidia T. Lebel
- Russula rubella A. Blytt
- Russula rubellipes Fatto
- Russula rubens R. Heim
- Russula ruberrima Romagn.
- vörösfoltos galambgomba Russula rubroalba
- Russula rubescens
- Russula rubicunda
- Russula rubida Reumaux
- Russula rubra Fr.
- Russula rubriceps Singer
- Russula rubrifolia Murrill
- Russula rubripurpurea Murrill
- Russula rubro-ochracea Murrill
- Russula rubroalba Romagn.
- Russula rubrocarminea Romagn.
- Russula rubrogrisea Reumaux
- Russula rubrolutea T. Lebel
- Russula rubrorobusta Buyck
- Russula rubrotincta Burl.
- Russula rugosella Raithelh.
- Russula rugulosa Peck
- Russula rutila Romagn.
- Russula sabulosa Heim & Blum ex Bon 1986
- Russula saliceticola Kühner ex Knudsen & T. Borgen
- Russula salmoneolutea Landa & R. Fellner
- Russula salmonicolor (Romagn.) Reumaux
- Russula sancti-ramonensis L. D. Gómez, Alfaro & Singer
- vérvörös galambgomba (Russula sanguinea) syn.Russula sanguinaria (Schumach.) Rauschert = talán R. sanguinea? Fr.
- Russula sapinea Sarnari
- citromlemezű galambgomba (Russula sardonia)
- Russula schaefferi Kärcher
- Russula schaefferiana Niolle
- Russula schaefferina Rawla & Sarwal
- Russula schiffneri Singer
- Russula schizoderma Pat.
- Russula schizopellis Sarnari
- Russula schoeffelii Cern. & H. Raab
- Russula scotica A. Pearson
- Russula sejuncta Buyck
- Russula semicrema Fr.
- Russula semililacea Singer
- Russula senecis S. Imai
- Russula seperina Dupain
- Russula septentrionalis Singer
- selymes galambgomba Russula sericatula Romagn.
- Russula sericella Murrill
- Russula sericeonitens Kauffman
- Russula serissima Peck
- Russula serotina Quél.
- Russula sese Beeli
- Russula sesemoindu Beeli
- Russula sesemotani Beeli
- Russula sesenagula Beeli
- Russula siamensis Yomyart, Piap., Watling, Whalley & Sihan.
- Russula sierrensis Thiers
- Russula silvicola Shaffer
- Russula similis Bres.
- Russula simillima Peck
- Russula simulans Burl.
- Russula singaporensis Singer
- Russula singeri R. Heim
- Russula singeriana Bon
- Russula sinuata T. Lebel
- Russula sladkyi Velen.
- Russula smaragdina Quél.
- Russula smithii Singer
- élénksárga galambgomba (Russula solaris) Ferd. & Winge
- Russula solitaria McNabb
- Russula sordida Peck
- barna galambgomba (Russula sororia) (Fr.) Rom.
- Russula sororiicolor Singer
- Russula speciosa J. Blum
- Russula sphagnetorum Romagn.
- Russula sphagnophila Singer
- Russula squalida Peck
- Russula stagnorum Carteret & Reumaux
- Russula stagnosa Reumaux
- Russula steinbachii Cernoh. & Singer
- Russula stenotricha Romagn.
- Russula straminea Malençon
- Russula striatella Jul. Schäff.
- Russula striatoviridis Buyck
- Russula stricta Murrill
- Russula stuntzii Grund
- Russula suavis Schulzer
- Russula subacris Murrill
- Russula subaffinis Bidaud & P.-A. Moreau 1996
- Russula subalbida Bres.
- Russula subalbidula Murrill
- Russula subalpina O. K. Mill.
- Russula subalutacea Burl.
- Russula subarctica I. L. Brunner
- Russula subazurea Bon
- Russula subbrevis Reumaux
- Russula subbrunneipes Murrill
- Russula subcarminea Reumaux
- Russula subcarnicolor Murrill
- Russula subcompacta Britzelm.
- Russula subcremeiceps Murrill
- Russula subcristulata Romagn.
- Russula subcrustosa L. D. Gómez & Singer
- Russula subcyanoxantha Murrill
- Russula subdensifolia Murrill
- Russula subdepallens Peck
- Russula subelaeodes Reumaux
- Russula subemetica Reumaux
- Russula suberetorum Dagron
- Russula subfistulosa Buyck
- Russula subflava Murrill
- Russula subfloridana Murrill
- Russula subfoetens A.H. Smith
- Russula subfragiliformis Murrill
- Russula subfragilis Romell
- Russula subfurcata Reumaux
- Russula subglauca Murrill
- Russula subgraminicolor Murrill
- Russula subgranulosa Murrill
- Russula subincarnata Murrill
- Russula subinconstans Murrill
- Russula subintegra J. Blum ex Bon
- Russula sublaevis (Buyck) Buyck
- Russula sublevispora Kühner & Romagn.
- Russula subloculata Trappe, T. Lebel & Castellano
- Russula sublongipes Reumaux ex Reumaux & Moënne-Locc.
- Russula subluteobasis Murrill
- Russula subminutula Singer
- Russula subnigricans
- Russula subobscura Murrill
- Russula subochroleuca Murrill
- Russula subochrophylla Murrill
- Russula subolivascens Burl.
- Russula subpavonina Murrill
- Russula subpruinosa Murrill
- Russula subpunctata Kauffman
- Russula subpurpurea Reumaux ex Reumaux
- Russula subpusilla Murrill
- Russula subrubens (J. Lange) M.Bon (= R. chamiteae Kühn.)
- Russula subrubescens Murrill
- Russula subsericeonitens Murrill
- Russula subseriflua Buyck
- Russula subsilvestris Carteret & Reumaux
- Russula subsmaragdina Reumaux
- Russula subsordida Peck
- Russula substiptica Pers.
- Russula substraminea Sarnari
- Russula subsulphurea Murrill
- Russula subtenuiceps Fatto
- Russula subterfurcata Romagn.
- Russula subtilis Burl.
- Russula subtomentosa (Sarnari) Sarnari
- Russula subtorulosa Singer
- Russula subusta Burl.
- Russula subvariata Murrill
- Russula subvelata Singer
- Russula subvelutina Peck
- Russula subveternosa Singer
- Russula subvinosa McNabb
- Russula subviridella Murrill
- Russula subviridescens Buyck
- Russula sulcatipes Murrill
- Russula sulphurea Velen.
- Russula synaptica Sarnari
- Russula syringina (Zvára) Reumaux
- Russula taeniospora Einhell.
- Russula taigarum Ruots. & Vauras
- Russula taliensis W. F. Chiu
- Russula tanzaniae Buyck
- Russula tapawera (T. Lebel) T. Lebel
- Russula tawai McNabb
- Russula tennesseensis Singer
- Russula tenuiceps Kauffman
- Russula tenuipilosa Buyck
- Russula tenuithrix Buyck
- Russula terenopus Romagn.
- Russula termitaria Buyck
- Russula terrena Buyck & Sharp
- Russula testacea Buyck
- Russula testaceiceps Murrill
- Russula testaceoaurantiaca Beeli
- Russula texensis Buyck, Adamcík & D.P. Lewis
- Russula thapsina Singer & L. D. Gómez
- Russula theissenii Rick
- Russula tinctipes J. Blum ex Bon
- Russula tjibodensis (Henn.) Sacc. & P. Syd.
- Russula tomentosa Buyck
- fenyő-galambgomba (Russula torulosa)
- Russula transiens (Singer) Romagn.
- Russula tricholomopsis McNabb
- Russula tricolor R. Heim
- Russula trimbachii Bon
- Russula tristis Velen.
- Russula truncigena Britzelm.
- Russula tuberculata Murrill
- Russula tuberculosa R. Heim
- jodoformszagú galambgomba (Russula turci)
- Russula tyrrhenica Sarnari
- Russula ulixis Reumaux
- Russula umbrina B. Knauth
- Russula umerensis McNabb
- Russula uncialiformis Murrill
- Russula uncialis
- feketésvörös galambgomba (Russula undulata) (Krombh.) Britzelm.
- Russula unicolor Romagn.
- Russula urens Romell
- Russula usambarae Buyck
- Russula vanillina Kucera
- Russula variata
- Russula variecolor J. Blum
- Russula variegata Romagn.
- Russula variegatula Romagn.
- Russula variicolor Murrill
- Russula variispora T. Lebel
- Russula vassilievae Bulach
- Russula vaurasiana K. Das & J.R. Sharma
- Russula velenovskyi Melzer & Zvára
- Russula velutina (Bres.) Buyck
- Russula velutipes Velen. 1920 - talán R. rosea? Quél.
- Russula venezueliana Singer
- Russula venosa Velen.
- Russula venosopurpurea Pers.
- Russula ventricosipes
- Russula venusta Carteret & Reumaux
- Russula venustissima Carteret & Reumaux
- Russula verna Singer
- Russula verrucosa A. Blytt
- Russula versatilis Romagn.
- sokszínű galambgomba (Russula versicolor)
- ráncos galambgomba (Russula vesca) Fr.
- Russula vesicatoria Murrill
- Russula veternosa Fr.
- Russula vinacea Burl.
- Russula vinaceocuticulata McNabb
- borvörös galambgomba (Russula vinosa) Lindblad
- Russula vinosirosea Murrill
- Russula vinosobrunnea (Bres.) Romagn.
- Russula vinosopurpurea Jul. Schäff.
- Russula vinososordida Ruots. & Vauras
- Russula violacea Quél.
- Russula violaceo-olivascens Bidaud
- Russula violaceoides Hora
- Russula violaceoincarnata Knudsen & T. Borgen
- Russula violaceotunicata Buyck & Courtec.
- Russula violeipes
- Russula virentirubens Velen.
- varashátú galambgomba (Russula virescens) (Schaeff.) Fr. (1836)
- Russula virginea Cooke & Massee
- Russula viridella Peck
- Russula viridescens R. Heim & Gilles
- Russula viridicans Carteret & Reumaux
- Russula viridioculata Burl.
- Russula viridipes Peck
- Russula viridirubrolimbata J. Z. Ying
- Russula viridis Cleland
- Russula viridofusca Grund
- Russula viridrobusta Buyck
- Russula viridulorosea Herp.
- Russula viroviolacea Imler
- bőrsárgatönkű galambgomba (Russula viscida)
- Russula viscidula Buyck
- Russula viscosa Henn.
- Russula vitellina (Pers.) Gray
- Russula vivida McNabb
- Russula werneri Maire
- Russula westii Murrill
- Russula wollumbina Grgur.
- Russula wrightii Raithelh.
- Russula xanthophaea Boud.
- Russula xanthoporphyrea Thiers
- Russula xenochlora P. D. Orton
- barnulóhúsú galambgomba (Russula xerampelina) (Schaeff.) Fr. - talán R. erythropus?
- Russula xylophila Beeli

## Fordítás
- Ez a szócikk részben vagy egészben  a   List of Russula species című angol Wikipédia-szócikk ezen változatának fordításán alapul.  Az eredeti cikk szerkesztőit annak laptörténete sorolja fel. Ez a jelzés csupán a megfogalmazás eredetét és a szerzői jogokat jelzi, nem szolgál a cikkben szereplő információk forrásmegjelöléseként.